# 生物多樣性

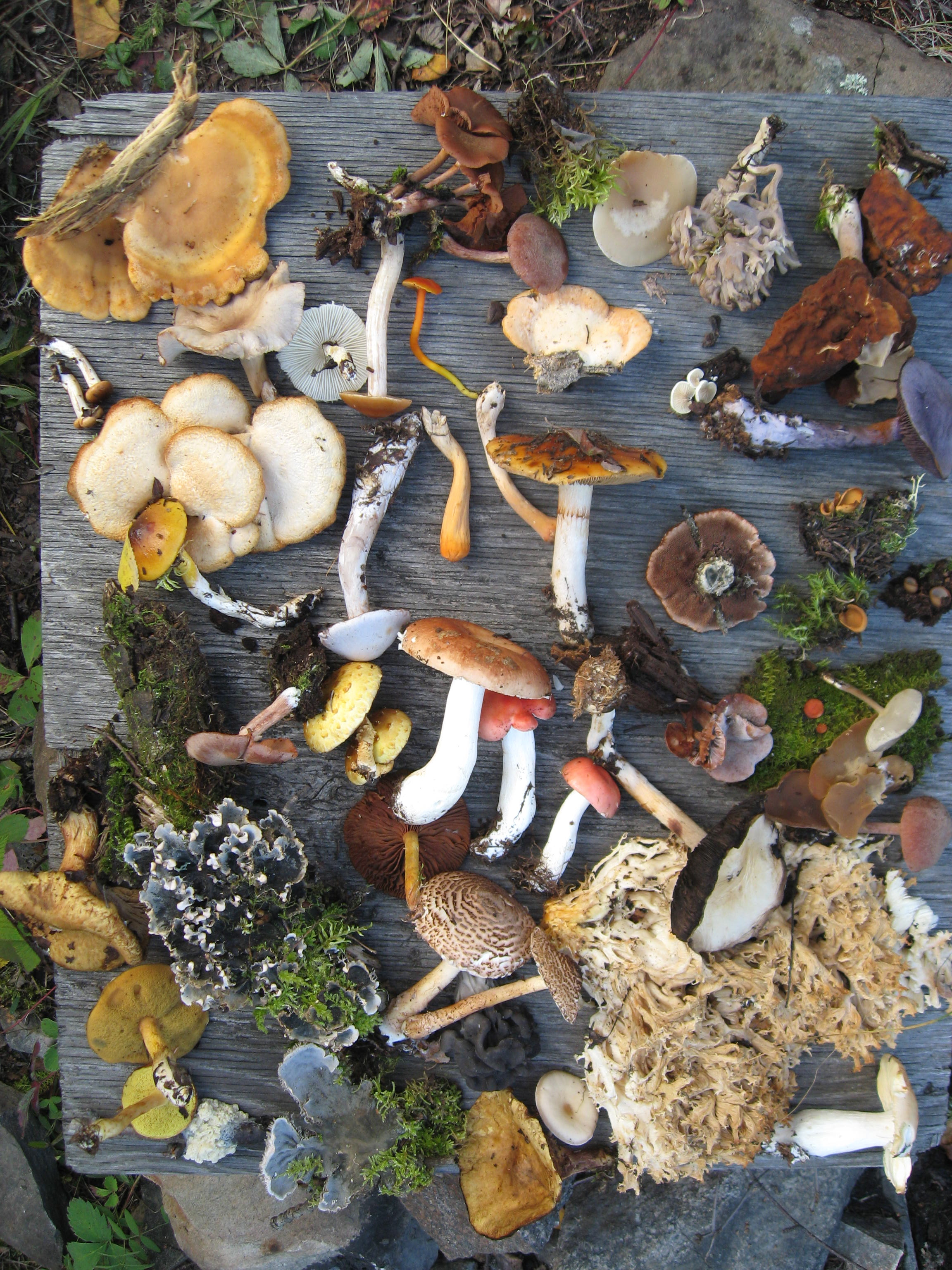
2008 年夏季在加拿大薩斯喀徹溫省北部混交林中採集的真菌樣本，是物種多樣性的範例。這張照片中還有地衣和苔藓植物。

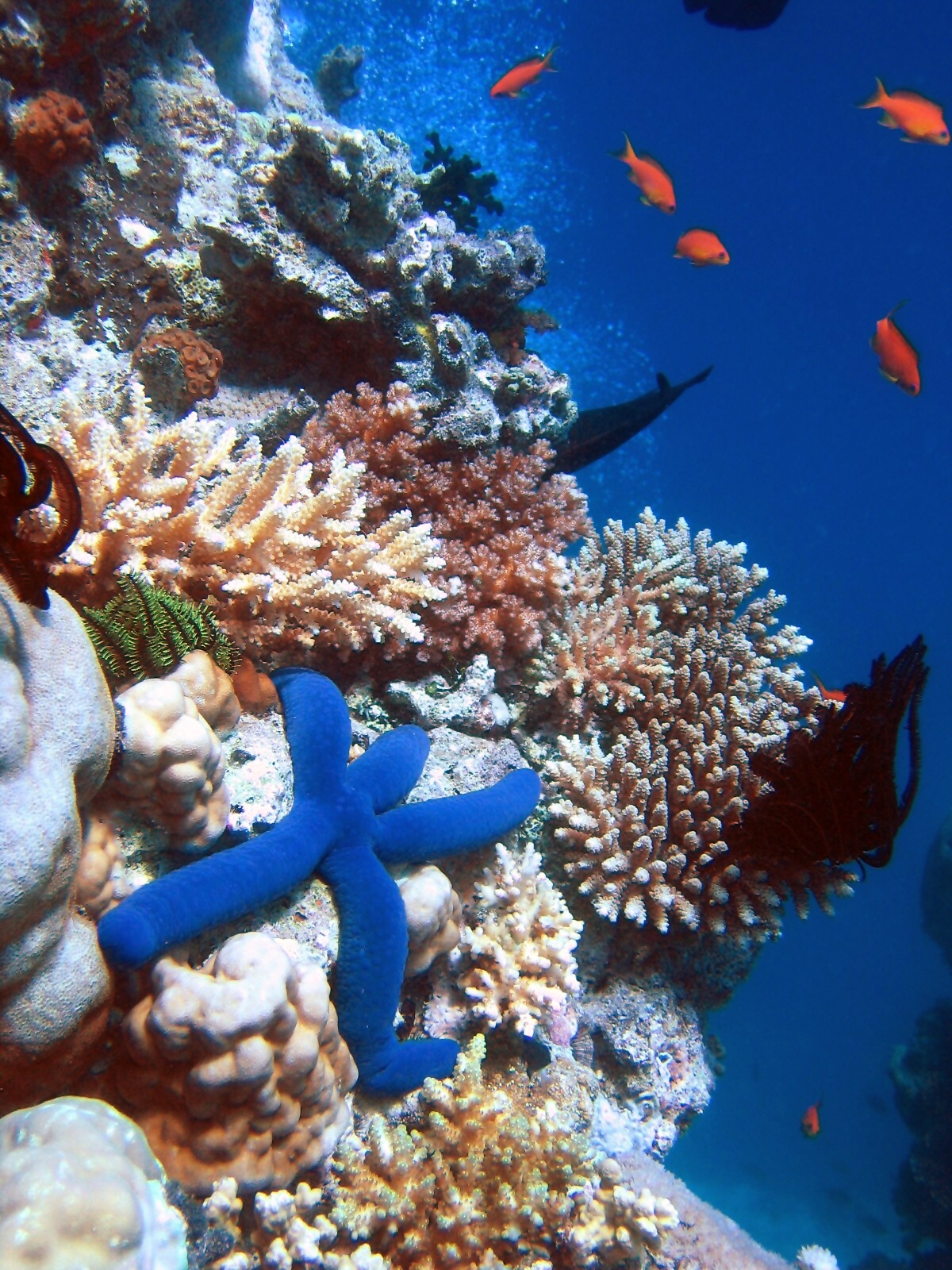
未受破壞的珊瑚礁具很高的生物多樣性。

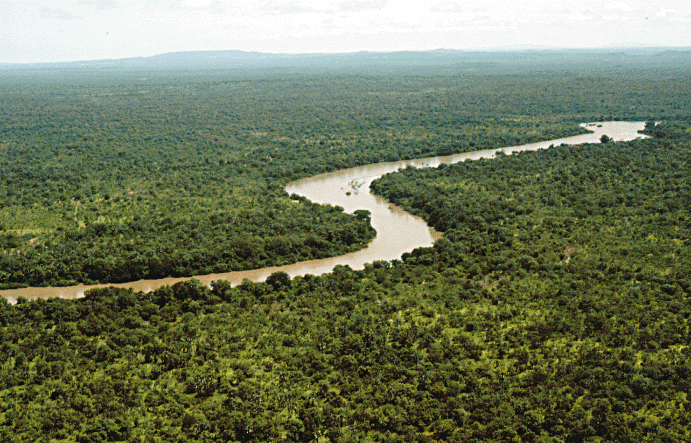
雨林是生物多樣性在這個星球上的一個例子，並且通常擁有大量的物種多樣性。這是在塞內加爾的尼奧科羅科巴國家公園内的岡比亞河。

生物多樣性（英語：Biodiversity）是地球上生命的多樣性及差異性，差異程度可從三個層面來審視：基因差異、物種多樣性及生態系統多樣性。生物多樣性並非平均分布在全球；由於赤道附近氣候溫暖且初級生產更高，熱帶地區的生物多樣性通常較為豐沛；熱帶雨林生態系統覆蓋地球表面雖不足10%，卻擁有全球約90%物種。海洋生物多樣性則以西太平洋沿岸（海面溫度最高）及各海洋的中緯度區域較高。物種多樣性分布呈現出緯度梯度。生物多樣性大多有密集於生物多樣性熱點的傾向，且隨著時間愈加繁盛，但是由於森林砍伐帶來的主要後果，預期未來生物多樣性可能會趨緩。生物多樣性和維繫著生命的許多過程（演化、生態及文化）息息相關。
環境變化劇烈通常會導致大規模滅絕。地球上曾經存活過的所有物種，估計超過99.9%（總計超過50億種）已經滅絕。世上目前物種數量約有1,000萬至1,400萬種，其中約120萬種已被登錄，超過86%物種則尚未被描述。相關DNA鹼基對的總量估計為5.0x1037，重達500億噸。相較之下，生物圈的總生物量預估有高達4萬億噸的碳。2016年7月，科學家從地球上所有生物的最後共同祖先（LUA）中識別出355個基因的組合。
地球年齡約為45.4億年。目前的共識是地球上最早的生命證據至少可以追溯到35億年前，即冥古宙熾熱岩漿開始凝固後的始太古代。西澳大利亞34.8億年前的砂岩中發現了微生物席化石。還有在格陵蘭島西部37億年前變質沉積岩中發現的石墨也是早期生物物質物理證據。2015年在西澳大利亞41億年前的岩石中發現了「生物物質的殘跡」，引述其中某位研究人員的說法：「如果地球生命相對出現得這麼迅速，放諸宇宙間可能也是常態。」
生命起源以來，發生過五次生物集群滅絕及幾次小型滅絕事件，導致了生物多樣性大規模地急遽下降；然後在周期式生物多樣性大量喪失之後，經常也伴隨著生物多樣性急劇上升。但是人類出現以後，生物多樣性持續減少，基因多樣性也一損俱損，被稱作第六次大滅絕—全新世滅絕；人為影響正是主因，棲地破壞尤甚。生物多樣性對於人類健康有許多正面影響，少數研究呈現的負面影響算是瑕不掩瑜。

## 命名及詞源
- 1916年 – J. Arthur Harris 在《科學人》雜誌〈變幻的沙漠〉一文中首次使用「生物的多樣性（ biological diversity）」一詞：「空泛的說該地區植物的物種豐富多樣、來自於許多地方或是有各式各樣的變種，完全不足以描述真實的生物多樣性。」[1]
- 1967年 – Raymond F. Dasmann 在其著作《另類國家》中使用了生物的多樣性一詞來指涉保守主義者應保護的豐富生物。[2][3]
- 1974年 – John Terborgh 採用「自然的多樣性」一詞。[4]
- 1980年 – Thomas Lovejoy 在書中向科學界推廣生物的多樣性一詞，[5]並快速被普遍使用。[6]
- 1985年 – 根據 Edward O. Wilson 的說法，W. G. Rosen 創造了縮略詞「生物多樣性（biodiversity）」：「Walter G.Rosen 博士代表美國國家科學院國家研究委員會（NRC/NAS），規劃執行『生物多樣性國際論壇』專案，並且採用『生物多樣性』一詞。」[7]
- 1985年 – Laura Tangley 在〈保護地球生物群的新計劃〉文中使用生物多樣性一詞。[8]
- 1988年 – 生物多樣性一詞首次出現在出版品上。[9][10]

## 定義
「生物多樣性」最常用來取代另外兩個定義更明確且歷史悠久的術語—物種多樣性及物種豐富度。生物學家最常把生物多樣性定義為「某個地區的基因、物種和生態系的總和」，這個定義的優點是它對於先前已確定的生物品種傳統類型，做了完整的呈現：
- 分類多樣性—通常用物種的多樣性層級來衡量。[14]
- 生態多樣性—常從生態系的多樣性角度來看。[14]
- 形態多樣性—根據遺傳及分子生物學的多樣性。[15]
- 功能多樣性—衡量某群生物中功能不同（例如攝食機制、運動性、捕獵關係等）的物種數量。[16]

其他定義包括：

#### Wilcox（1982年）
國際自然保護聯盟（IUCN）為了1982年世界國家公園會議委託 Bruce A. Wilcox 撰寫論文，文中首先提出與前述說明相一致的明確定義。Wilcox 的定義是「生物的多樣性，指的是生命形式在生物系統各個層面（分子、有機體、類群、物種及生態系）中的多元樣態」。

#### 基因的角度（1984年）
Wilcox 在1984年指出，可以從基因的角度將生物多樣性定義為「等位基因、基因及有機體的多樣性」，聚焦在驅動著生物演化的突變和基因水平轉移等過程。

#### 聯合國（1992年）
1992 年聯合國地球高峰會將「生物的多樣性」定義為「所有來源的形形色色生物體，除了別的事物之外，包括陸地、海洋、水生生態系統及其他生態區域所構成的生態綜合體；這包括物種內部、物種之間與生態系統的多樣性」。此定義用於聯合國《生物多樣性公約》。

#### Gaston 及 Spicer（2004年）
Gaston 及 Spicer 在《生物多樣性導論》中的定義是「生命在各種生物組織層級的多元樣態」。

#### 糧農組織（2019年）
聯合國糧食及農業組織（FAO） 將生物多樣性定義為「生物體（包括物種內部和物種之間）及其所屬的生態系統間所存在的變異性。」

### 森林生物多樣性
森林生物多樣性是個廣義的術語，意指所有在森林地區發現的生命類型及其扮演的生態角色。因此，森林生物多樣性不僅涵蓋樹木，還包括生長棲息在森林區的植物、動物、微生物及其關連的基因多樣性。我們可以從不同的層級來探討森林生物多樣性，包括生態系統、景觀、物種、種群和基因。各層級內部和層級彼此間都可能發生複雜的交互作用。在生物多樣性豐富的森林裡，複雜的交互作用讓生物體得以適應不斷變化的環境條件並維持生態系統的完整功能。
生物多樣性公約（CBD）締約方大會在COP2 II/9號決議的附件中，公開認定「森林生物多樣性源於數千年乃至數百萬年的演化過程，而這些演化過程本身是由生態力量所驅動的，例如氣候、火災、物種間的競爭和牽制。此外，森林生態系統的多樣性（無論是物理上或是生物學上）所帶來的高級別適應能力，正是森林生態系統不可缺少生物多樣性的特徵。甚至在特定的森林生態系統中，維持生態循環交替過程，其實就是在維持生物多樣性。」

## 分佈

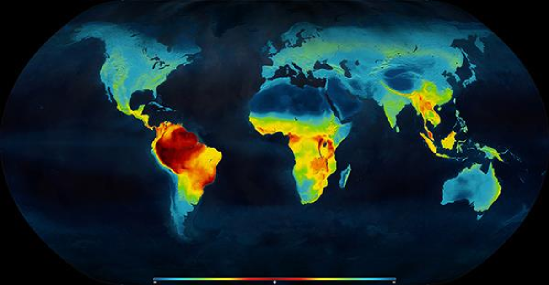
陸地脊椎動物現存物種分佈狀況，紅色代表生物多樣性最高，集中在赤道地區，越往極地生物多樣性越低，即光譜終端的藍色。（Mannion 2014）

生物多樣性並非平均分佈，無論從跨全球角度或特定區域內部來看，差異都很大。姑且不論個別因素，世上所有生物（生物群系）的多樣性都取決於溫度、降水、海拔、土壤、地理及其他物種的生存樣態。研究生物、物種和生態系的空間分佈科學稱為生物地理學。
熱帶和某些特定局部地區（例如好望角植物保護區）的生物多樣性總是比較高，而極地地區的生物多樣性則普遍較低。長久處於潮濕氣候的熱帶雨林（例如厄瓜多爾的亞蘇尼國家公園）的生物多樣性更是高得非比尋常。
一般認為地球陸地生物多樣性是海洋生物多樣性的25倍。而陸地生物多樣性幾乎都含藏在森林之中。因此，要保護世上的生物多樣性，幾乎就取決於人類用何種方式來運用全世界的森林，以及和森林間有什麼樣的互動。
根據2011年新的估算方式，地球上的物種總計有870萬種，其中約有210萬種生存於海洋中。然而這個算法恐怕不足以呈現微生物的多樣性。森林是80%兩棲動物、75%鳥類和68%哺乳動物的棲息地。大約60%維管植物生長在熱帶森林中。紅樹林是許多魚類和貝類的繁殖生長之處，並有助於攔截沉積物，以免對海草草甸及珊瑚礁產生不良影響，間接保護了無數海洋物種的棲息區。
森林生物多樣性隨著森林類型、地理、氣候、土壤及人類運用方式等因素而有差異。大多數溫帶地區森林所孕育的動植物物種相對較少，且這些物種的地理分佈較大；而非洲、南美、東南亞山地森林、澳大利亞、巴西沿海、加勒比群島、中美洲低地森林及東南亞島嶼的物種，其地理分佈較小。人口及農業用地密集的地區，例如歐洲、孟加拉部分地區、中國、印度及北美，其生物多樣性的完整性較差；北非、澳大利亞南部、巴西沿海、馬達加斯加及南非也被認定是生物多樣性嚴重不完整的地區。

### 緯度梯度
一般來說，生物多樣性由熱帶地區往極地遞減，即低緯度地區的物種比高緯度地區的物種多，通常稱為「物種多樣性的緯度梯度」（LDG）。某些生態因素可能都對緯度梯度的形成有所影響，但終極因素是赤道的平均溫度高於極地的平均溫度。
儘管陸地生物多樣性從赤道往極地下降，有些研究還是認為緯度梯度在水域生態系統中尚未經證實，尤其是在海洋生態系統。寄生蟲的緯度分佈似乎不遵循這個規則。
2016年，有人提出「碎形生物多樣性」的假說來說明生物多樣性緯度梯度。研究中將物種庫的大小和生態系統的碎形性質結合起來，以說明梯度的一般模式。該假設將溫度、濕度和初級淨生產量（NPP）視為生態系統利基的主要變量，同時是生態四維空間的軸。通過這種方式可能建構出碎形超維空間，向赤道移動時其碎形維數會增加到三個。

### 生物多樣性熱點
生物多樣性熱點指的是擁有大量特有種的地區，而這些特有種正處於棲地嚴重破壞的危機中。「熱點」一詞由 Norman Myers 於1988年開始使用。雖然熱點遍布世界各地，但以森林區為主，且大多位於熱帶地區。
巴西的大西洋沿岸森林就被歸類為這種熱點，該地區有大約20,000種植物、1,350 種脊椎動物和數百萬種昆蟲，其中大約一半是當地的特有種。哥倫比亞的特點是生物多樣性高，以全球地區面積單位來看，其特有種比例最高，擁有的當地特有物種（在其他任何地方都沒有發現的野生物種）比任何國家都多。地球上大約有10%物種都可以在哥倫比亞找到，包括1,900多種鳥類，比歐洲加上北美的總數還多；哥倫比亞並擁有世上10%哺乳動物、14%兩棲動物和18%鳥類的物種。馬達加斯加島及印度也相當引人注目。馬達加斯加島西北方乾燥落葉林及低地雨林的特有種比率同樣很高；島嶼自6,600萬年前與非洲大陸分離之後，許多物種及生態系統都已經獨立演化。印尼17,000個島嶼佔地約1,904,560平方公里，擁有世上10%開花植物、12%哺乳動物及17%爬行動物、兩棲動物和鳥類的物種，以及將近2.4億人口。許多地區之所以擁有較高生物多樣性或較多特有種，乃是源自於棲地的特異性使得當地生物需要有非凡的適應力才能存活，例如高山氣候環境或北歐酸性泥炭沼澤。
要精準測量生物多樣性的差異之處是相當困難的。不同研究人員彼此的抽樣偏差也可能會造成對現代生物多樣性所做的實證研究出現偏向。英國牧師Gilbert White 在《賽爾本村自然史》（1768年）說得明白：「整個自然如此豐富，以至於嚴格檢證後，賽爾本村出產了最多種類的動植物。」

## 演化
主條目：演化

### 歷史
生物多樣性歷經35億年演化而成。雖然科學上仍未確定生命的起源，但有證據表明，生命形式可能在地球形成後僅僅幾億年間就已經被安排妥當。25億年前，所有生命都還是由微生物組成，諸如古菌、細菌、單細胞原生動物和原生生物。

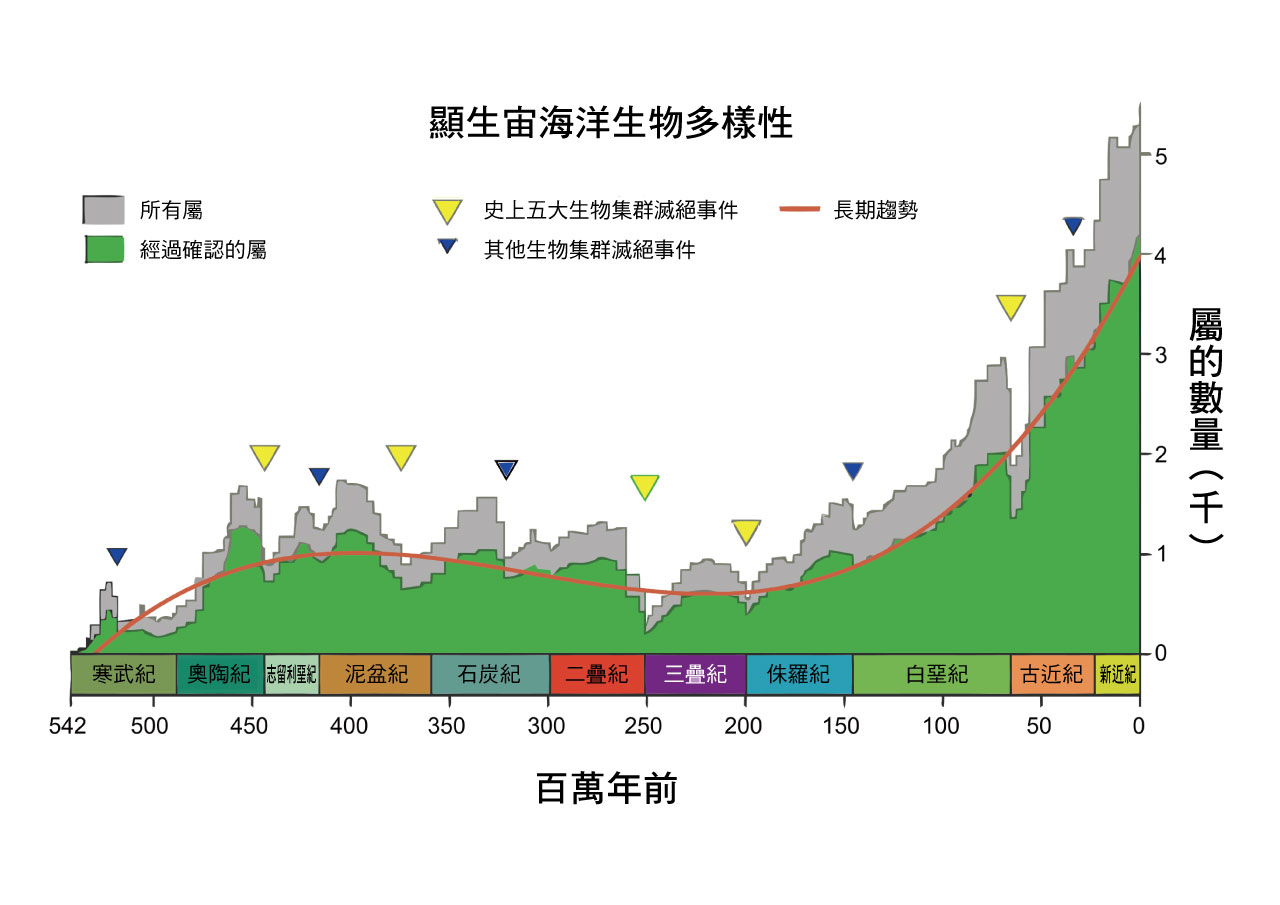
顯生宙海洋生物多樣性的趨勢。請注意：一個屬（genus）中只要有一個物種（species）尚未滅絕，這個屬就算存在；因此從物種的角度來看，生物多樣性的損失可能比圖示的嚴重。

顯生宙（過去5.4億年）生物多樣性肇始於寒武紀大爆發期間的快速增長，這個時期幾乎出現了所有多細胞生物的各個分門。接下來的4億年，無脊椎動物的整體多樣性趨勢並不明顯，脊椎動物的整體多樣性趨勢則呈現指數增長。生物多樣性急劇上升經常隨著周期性的、多樣性大量喪失（生物集群滅絕）之後發生。例如石炭紀雨林崩潰事件令生物多樣性減損甚鉅。最嚴重的是2.51億年前的二疊紀-三疊紀滅絕事件，脊椎動物花了3,000萬年才得以恢復到原本的多樣性數量。
往昔的生物多樣性被稱為古生物多樣性。化石記錄顯示過去幾百萬年的生物多樣性可能是最豐富的。然而並非所有科學家都支持這個觀點，因為化石紀錄會受到近期地質剖面的可用性和保存狀況的影響，導致不確定性。也有科學家認為，人工重建的標本經過採樣校正後，現代的生物多樣性可能和3億年前相去不遠；別的科學家還是認為化石記錄合理地反映了生命的多樣化。目前全球的宏觀物種多樣性的估計為200萬至1億種不等，最佳估計值為大約900萬種，絕大多數是節肢動物。排除自然淘汰的情況，生物多樣性似乎持續增加中。

### 多樣化
地球承載生命的能力是否會限制同時存活的生命數量，造成物種數量有其上限，尚有爭議。
根據紀錄來看，海洋中的生命多樣性呈現邏輯斯諦函數增長模式，但是陸地上的生命多樣性（昆蟲、植物和四足動物）卻呈現指數增長模式。如同〈全球分類學多樣性、生態學多樣性及陸地上脊椎動物擴張之間的聯繫〉一文所述，「四足動物的擴張尚未達到潛能64%，要不是被人類影響，四足動物生態學多樣性及分類學多樣性將繼續呈現指數增長，直到大部分或所有的可用生態空間被填滿為止。」
隨著時間的推移，生物多樣性似乎持續增長，特別是在每次大規模滅絕事件之後。
另一方面，顯生宙生態變化與雙曲函數模型（廣泛用於族群生物學、人口學、宏觀社會學及化石生物多樣性）的相關性，高於與指數模型和邏輯斯諦函數模型的相關性。邏輯斯諦函數模型意味著生物多樣性的變化必然是由一階的正回饋（更多祖先，更多後代）或負回饋（資源限制）所帶動。雙曲函數模型則屬於二階的正回饋。由於物種間競爭的強度不同所導致的二階回饋強度有所差異，或許可以解釋在二疊紀－三疊紀滅絕事件後，菊石亞綱的物種多樣化再生速度比雙殼綱來得更快。世界人口增長的雙曲函數模式源於人口規模及科技增長率之間的二階正回饋。生物多樣性增長的雙曲函數特徵同樣可以用多樣性及群落結構複雜性之間的回饋來解釋。生物多樣性曲線與人口增長曲線的相似性，可能是因為兩者的雙曲函數趨勢都奠基於周期性與隨機動力學之間的互動消長。
大多數生物學家都認為人類出現以後的時期算是一種新的大規模滅絕事件，稱為全新世滅絕事件，主要是人類帶給環境的衝擊所造成的。也有人主張按造目前的物種滅絕速度，不出100年地球上大多數物種就會全部消失。另一方面，我們還是經常發現新物種，平均每年有5到10,000個新物種出現，其中大多數是昆蟲；另外還有許多物種雖然已經被發現卻還沒分類，例如將近90%節肢動物都尚未分類。

## 生態系統服務

### 普遍的生態系統服務
更多資訊請見：生態系統服務

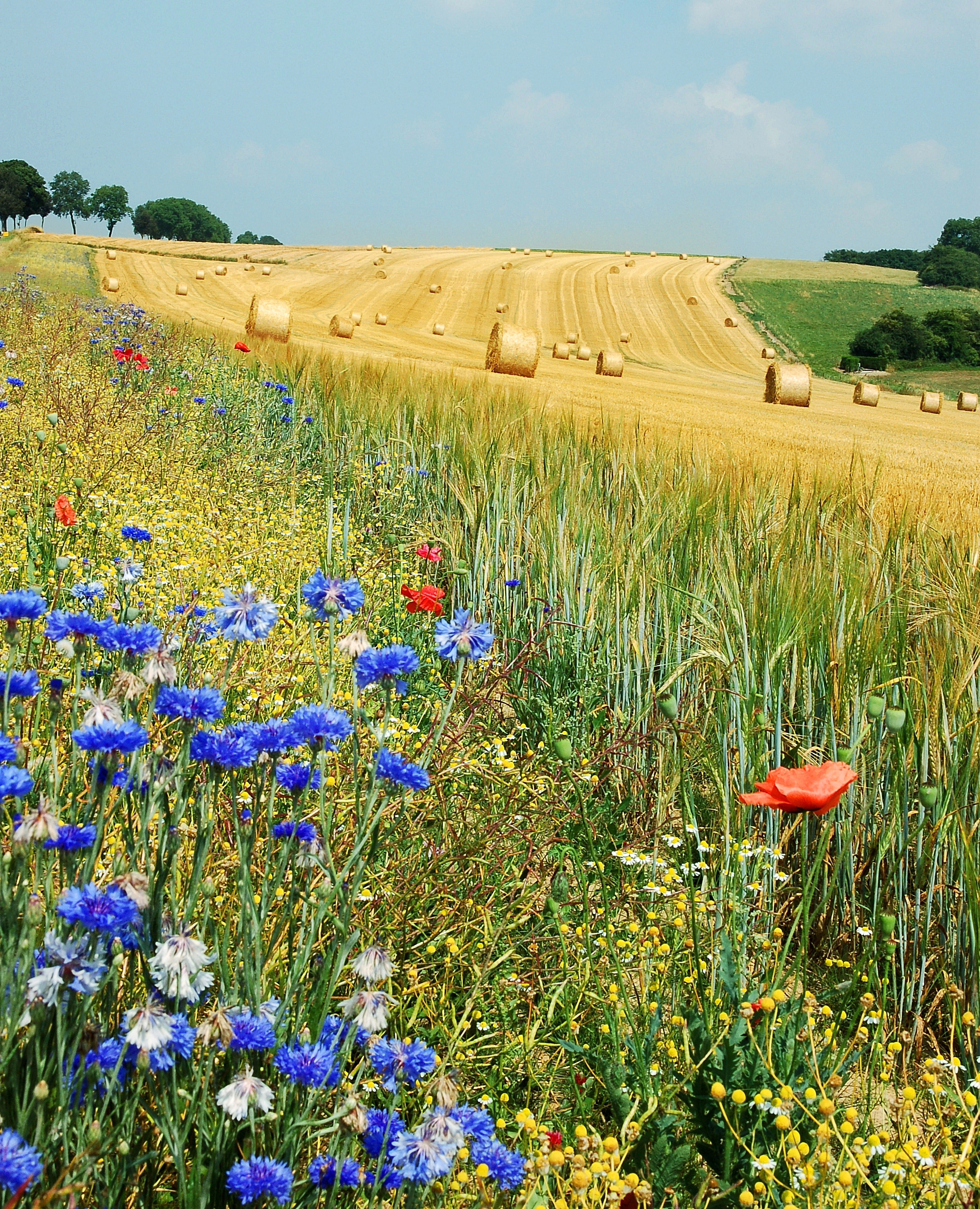
比利時阿穆瓦 夏季田野。藍花是矢車菊，紅花是虞美人。

「生態系統服務是生態系統為人類提供的整套利益」。大自然的物種或生物群是所有生態系統的守護者。自然界就像是巨大的固定資產銀行帳戶，只要資產維持得宜，就能夠無限期地支付維持生命的紅利。生態系統服務分為四種類型：
1. 供應服務：可再生資源的產出，例如食品、木材、淡水。[63]
2. 調節服務：減緩環境變化，例如調節氣候、控制病蟲害。[63]
3. 文化服務：提供給人類的價值和樂趣，例如景觀美學、文化遺產、戶外休閒及精神意涵。[65]
4. 支持服務：讓整體生態系統服務得以運作，例如授粉、養分循環、光合作用以及初級生產量。[66]

生物多樣性對生態系統服務的影響有許多說法，尤其是供應服務及調節服務。對「同行評審」文獻做詳盡調查以評估相關的36項主張後，獲得一致認可的有14項，正反意見不一有6項，被認定為錯誤有3項，證據不足以得到明確結論的有13項。
生物多樣性的增加對於生態系統服務的影響，究竟是提升、減損或是有利有弊，說明如下：

#### 對服務有所提升

##### 供應服務
- 更多的植物物種多樣性可以增加飼料產量（271項實驗研究的綜合）。[23]
- 更多的植物物種多樣性（即單一物種內的多樣性）可以增加農作物的整體產量（575項實驗研究的綜合）。[67]雖然對另外100項實驗研究的審查報告結論是正反意見不一。[68]
- 更多的樹木物種多樣性可以增加整體木材產量（53項實驗研究的綜合）。[69]但是樹木性狀多樣性對木材生產有何影響，則沒有足夠數據以獲得結論。[63]

##### 調節服務
- 更多的漁場物種多樣性可以增加漁業產量的穩定性（8項觀察研究的綜合）。[63]
- 更多的害蟲天敵物種多樣性可以減少了食草性害蟲的種群數量（來自兩項獨立審查的數據；一項為266項實驗和觀察研究的綜合[70]；另一項為18項觀察研究的綜合。[71][72]雖然還有一項審查（來自38項實驗研究）對此結論意見不一：相較於有同類互食情況的物種，單純被捕食的物種比較有這種效果。[73]
- 更多的植物物種多樣性可以減少植物疾病的流行（107項實驗研究的綜合）。[74]
- 更多的植物物種多樣性有助於抵抗植物入侵（來自兩項獨立審查：一項為105項實驗研究的綜合數據[73]；另一項為15項實驗研究的綜合數據）。[75]
- 更多的植物物種多樣性可以增加碳截存，但是這個發現只和二氧化碳的實際吸收有關，與長期儲存無關（479項實驗研究的綜合），詳見下文。[23]
- 更多的植物物種多樣性可以增加土壤的再礦化作用（103項實驗研究的綜合）。[74]
- 更多的植物物種多樣性可以增加土壤有機質（85項實驗研究的綜合）。[74]

#### 對服務有利有弊

##### 供應服務
- 迄今尚未發現

##### 調節服務
- 更多的植物物種多樣性可能會也可能不會減少食草性害蟲的數量。來自兩個獨立審查的數據發現植物多樣性增加可以減少害蟲種群（一個是40項觀察研究的綜合[76]；另一個是100項實驗研究的綜合）[68]。但是另一篇綜述則發現了正反不一的證據（287項實驗研究的綜合）[77]，還有一篇評論得到相反的結論（100項實驗研究的綜合）。[74]
- 更多的動物物種多樣性可能會也可能不會降低這些動物的疾病流行率（45項實驗和觀察研究的綜合），[78]儘管2013年的研究提出更有力的支持，認為生物多樣性實際上可能增強動物群落內的疾病抵抗力，至少在兩棲類青蛙池的生態區是如此。[79]但是必須要發表更多的研究，以平衡證據，方能在這項服務上獲得通用結論。
- 更多的植物物種及性狀多樣性可能會也可能不會增加長期碳儲存（33項觀察研究的綜合）。[63]
- 更多的授粉媒介多樣性可能會也可能不會增加授粉（7項觀察研究的綜合），但2013年出版品指出，本地傳粉媒介多樣性的增加會讓花粉沉積情況增強（結果不一定像作者說的那樣，讀者得自行研究書中冗雜的補充材料）。[80]

#### 對服務有所減損

##### 供應服務
- 更大的植物物種多樣性降低了初級生產（7項實驗研究的綜合）。[23]

##### 調節服務
- 許多生物體的基因多樣性及物種多樣性的增加反而降低了淡水淨化（綜合8項實驗研究，儘管研究員企圖調查碎屑生物多樣性對淡水淨化的影響，因為只找到1項觀察研究，缺乏足夠證據而失敗）。[63]
- 植物物種多樣性對生物燃料產量的影響（文獻調查中僅發現3項研究）。[63]
- 魚類物種多樣性對漁業產量的影響（文獻調查中僅發現4項實驗研究和1項觀察研究）。[63]
- 物種多樣性對生物燃料產量穩定性的影響（文獻調查中沒有發現任何研究）。[63]
- 植物物種多樣性對飼料產量穩定性的影響（文獻調查中僅發現2項研究）。[63]
- 植物物種多樣性對作物產量穩定性的影響（文獻調查中僅發現1項研究）。[63]
- 植物遺傳多樣性對作物產量穩定性的影響（文獻調查中僅發現2項研究）。[63]
- 多樣性對木材生產穩定性的影響（文獻調查中找不到任何研究）。[63]
- 多個分類群的物種多樣性對侵蝕控制的影響（文獻調查中找不到任何研究，但是有找到關於物種多樣性影響根系生物量的研究）。[63]
- 多樣性對洪水調節的影響（文獻調查中找不到任何研究）。[63]
- 植物種類和性狀多樣性對土壤水分的影響（文獻調查中僅發現2項研究）。[63]

1997年 Robert Costanza 與同事們共同發表了生態系統服務的全球預估平均價值（不包括傳統市場）為每年33萬億美元。
自石器時代以來，由於人類活動的宰制，物種減損率已經超過了平均基礎減損率，估計為化石記錄中典型減損率的100至10,000倍。生物多樣性還提供了許多非物質的利益，包括精神及美學價值、知識系統和教育。

### 農業
主條目：農業生物多樣性

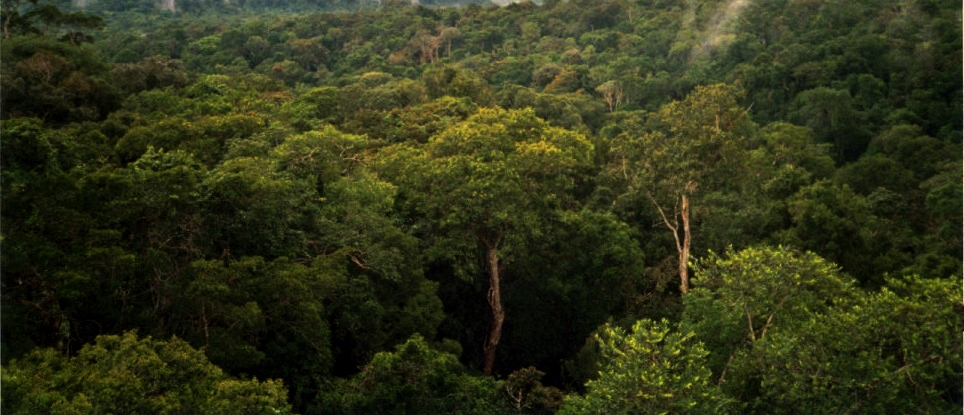
南美洲的亞馬遜雨林

農業多樣性可以分為兩類：第一類是基因多樣性，即同物種內的基因變異，以馬鈴薯（Solanum tuberosum）為例，就有許多不同的類型及品種，在美國可能不會把赤褐色馬鈴薯、紫薯及其他新品種馬鈴薯混為一談。雖屬一個物種，但是彼此不同。
第二類是物種多樣性，即不同物種的數量和類型。想像一下許多小農都會在田裡種上各種作物，像土豆、胡蘿蔔、辣椒、生菜等，就知道物種多樣性的意思。
農業多樣性也可以區分為「計劃多樣性」及「連帶多樣性」。這種分類是人類依造功能所定，而不是生命或多樣性的內在特徵。計劃多樣性包括鼓勵或輔導農民種植及飼養的作物及牲畜，例如農作物、植披、作物共生產品及家禽家畜等等。相對的，連帶多樣性就是種植作物時不請自來的生物多樣性，例如種植牧草就會吸引食草動物、帶來各種雜草及病原體等。
連帶多樣性可能有利有弊。有利的是增加野生授粉者（例如野生蜜蜂和食蚜蠅）可提高作物授粉率，天敵變多可防治害蟲，以及帶來抗體可抑制病原體。連帶多樣性對農田好處不少，並提供多種生態系統服務，諸如防治害蟲、促進養分循環及提升授粉率，都可以支持作物生產。
如何控制「連帶多樣性」所帶來的傷害，是農民務農時面臨的重大挑戰。在單一耕作中，通常是使用整套技術來作農損控管，包含可以殺傷生物的殺蟲劑、機械化工具和基因工程改造技術，之後就可以輪作作物。雖然有些混作農民使用相同的技術，也採用綜合蟲害管理策略及加強勞力密集策略，但是混作農民通常較不依賴資本、生物技術及能源。
我們之所以能選擇攝取多樣化的食物，部分原因是農作物的物種多樣性以及基因多樣性。如果單一作物耕作失敗，在土地上重新種植新作物就需依靠農業多樣性：例如害蟲危害了小麥，如果我們隔年改成種植更耐蟲害的小麥品種，靠的就是基因多樣性；如果我們放棄生產小麥改種其他作物，靠的就是物種多樣性。就算在單一耕作為主力的農業社會，某些時候也依賴著生物多樣性。
- 1846年愛爾蘭大饑荒是造成100萬人死亡和約200萬人移民的主因。由於當地只種植兩種馬鈴薯，而兩個品種都容易受到致病疫霉的感染而枯萎，並於1845年開始造成災情。[83]
- 1970年代，水稻草狀矮縮病毒襲擊印尼及印度的稻田，當時對6,273個稻米品種進行了抗性測試。只有一個品種對病毒有抵抗力，是1966年才發現的印度變種。後來這個變種與其他變種雜交出的品種，目前已被廣泛種植。[86]
- 1970年，咖啡駝孢銹菌襲擊了斯里蘭卡、巴西及中美洲的咖啡園。在衣索比亞發現了一個有抵抗力的咖啡品種。[87]說到底，疾病本身也是生物多樣性的形式。

單一栽培是導致農業災損的重要因素，諸如19世紀末期歐洲葡萄酒工業的崩壞以及1970年美國南部玉米葉枯病大流行。
雖然僅僅20種植物就供應了80%的人類食物，人類運用的其他植物還是至少有40,000種。地球上倖存的生物多樣性仍是寶貴資源，讓人類適合使用的食物及相關產品種類還有選擇的餘裕，只不過目前的物種滅絕速度已經限縮了這種潛力。

### 人類健康

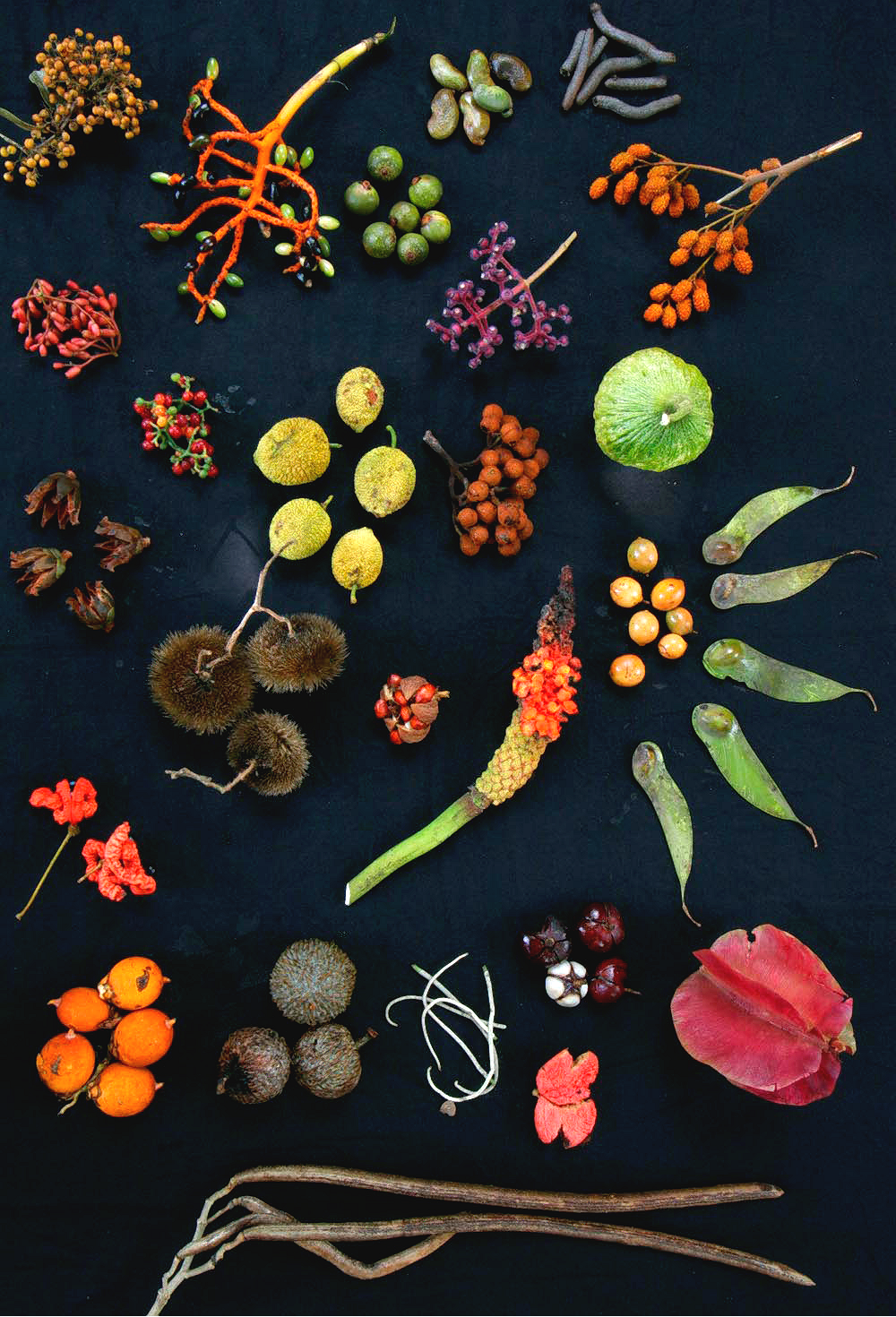
巴拿馬巴羅科羅拉多島多樣化的森林枝頭上所採集到的各種果實。

種種科學證據顯示生物多樣性的減損會影響全人類的健康，生物多樣性攸關人類健康儼然成了國際政治議題，並與氣候變遷議題密切相關，因為氣候變遷帶給人類許多健康風險，對生物多樣性變化都有連帶影響（例如人口和疾病媒介的分布變化、淡水不足、對農業生物多樣性和食物資源的衝擊等）。紐約巴德學院生態學家 Felicia Keesing 和康乃爾大學阿特金森永續未來中心（ACSF）環境副主任 Drew Harvell 共同完成並發表在《自然》雜誌的研究報告〈物種消失有害健康〉指出：最有可能因為氣候變遷而滅絕的物種，多數是可以緩和傳染病傳播的物種；而得以倖存的物種，往往是增加疾病傳播的物種，例如西尼羅河病毒、萊姆疏螺旋體及漢他病毒。
地球上飲用水的需求不斷增長，而水資源卻愈見缺乏，對未來人類健康形成一大挑戰。部分原因在於供水商與保護水資源團體之間的拉扯，持續增加供水量以及保護水資源如何取捨。此外，雖然清潔水的配額有所增加，但是在世界某些地方還是有分配不公的情形。根據世界衛生組織2018年的調查，全球只有71%人口的飲水安全有經過妥善處理。
其他受生物多樣性影響的人類健康問題，還有飲食健康、營養安全、傳染病、醫學和醫藥資源、社會及心理健康。眾所周知，生物多樣性對於減少災害風險、災後援救及恢復工作，都發揮著重要作用。
根據聯合國環境規劃署的說法，某種病原體（例如病毒）在人種多樣化的人群中遭到抵抗的機會較高。換句話說，在基因相近的人群中，病原體比較容易蔓延。以COVID-19大流行來說，在人種多樣性較高的地區染病的機會較小。
生物多樣性也是發現新藥物與供給藥物資源的重要後援。大部分藥物都是直接或間接地從生物衍生而來：美國市場上至少50%藥物化合物衍生自植物、動物和微生物，而世界上約80%人口的初級保健都直接仰仗天然藥材（無論是現代醫學或傳統療法）。野生物種的醫學潛力被加以研究的只有一小部分。生物多樣性對於整個仿生學領域的進步相當重要。市場分析及生物多樣性科學的證據顯示，1980年代中期以降，製藥產業的產量下降可以歸因於藥物生產已經從採集天然產物（生物探勘）轉向基因組學及化學合成，由於生物探勘的開發成本可能高於尚待發現的藥物價值，這一點的確可能難以激勵公司在自由市場上尋找藥物來源；不過天然產品對於當前經濟命脈及健康發展所提供的建樹還是歷史悠久不容抹煞。海洋生態系統特別重要，不恰當的生物探勘會讓生物多樣性減損加劇，採集資源時也容易違反當地的法律。

### 商業和工業

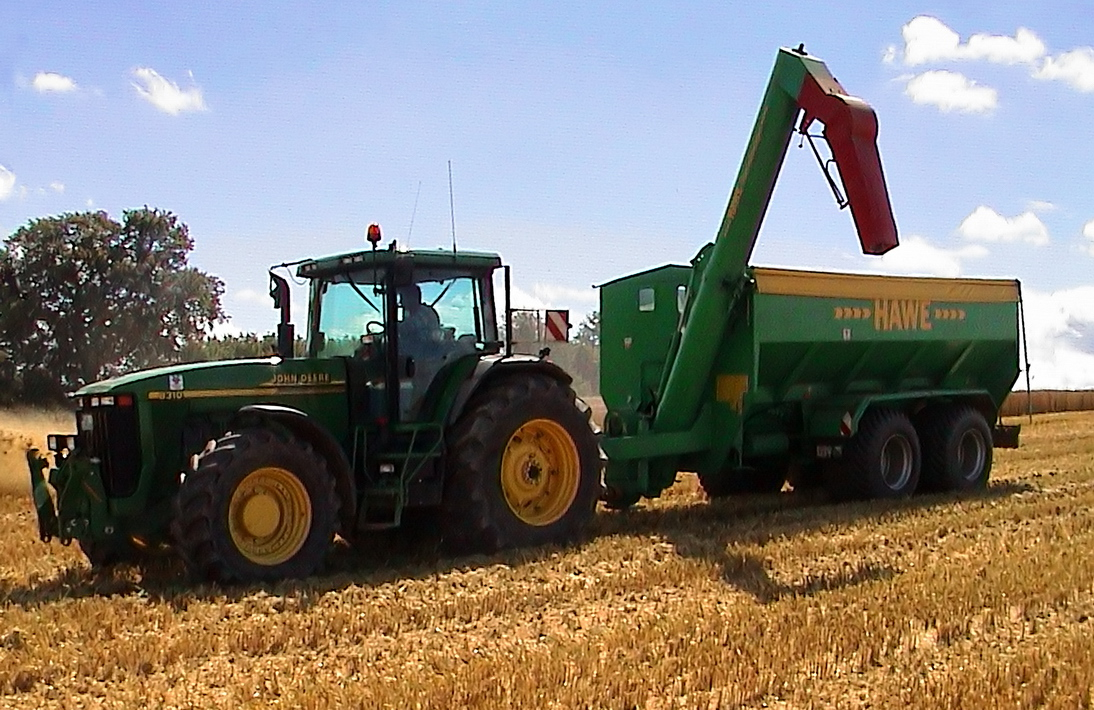
農業生產時使用的曳引機和糧食車。

許多工業材料都直接產自生物來源，包括建材、纖維、染料、橡膠及油品。要確保水、木材、紙張、纖維和食物等資源的安全，生物多樣性也很重要。從後果來看，生物多樣性減低是企業發展的重要風險因子，也會威脅到長期經濟永續發展。

### 休閒、文化和美學價值

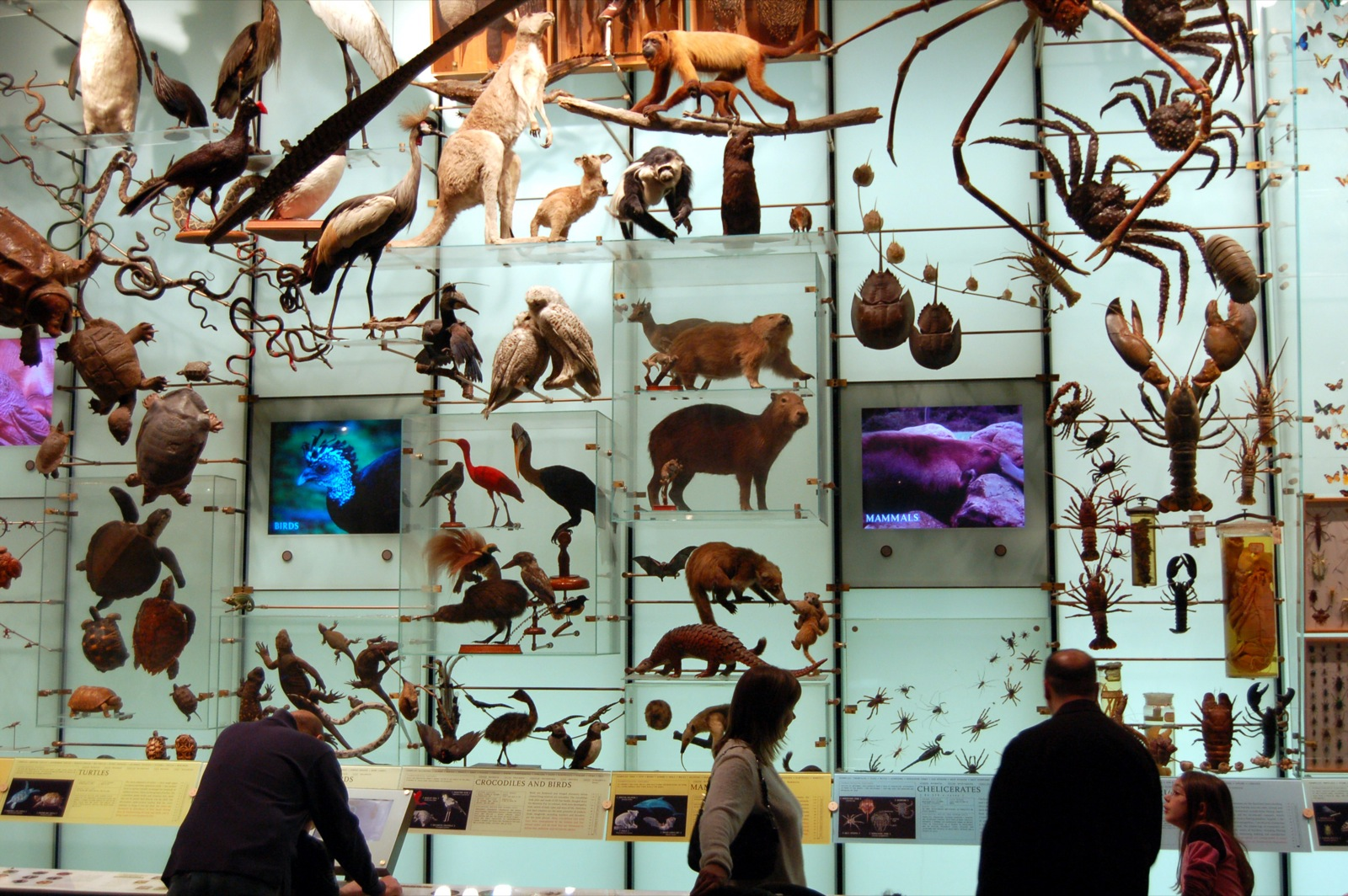
博物館中展示許多動物模型，跨越生物分類的展示方式，讓生物多樣性一覽無遺。

生物多樣性讓休閒活動更具看頭，諸如賞鳥或自然史研究等。還有許多受人們歡迎的活動（如園地栽培及水族飼養）也很依賴於生物多樣性。這些活動所涉及的物種數以萬計，但其中大多數還沒有被開發出商業利益。
孕育著奇珍異獸奇花異草的原始自然區，與商業收藏家、供應商、育種傳播者，以及促進人們對珍稀生物之理解及品味的人，三者間關係複雜且不足為外人道也。大眾如何看待稀有生物往往反映了人們的內在價值。
用哲學角度來思考，對人類而言，生物多樣性自身就有本質上的美學和精神價值。這種想法可以讓人們在評估熱帶雨林和生態領域為什麼值得保護時，除了考慮對人類有什麼用處外，還有其他選項可以平衡意見。

### 生態服務

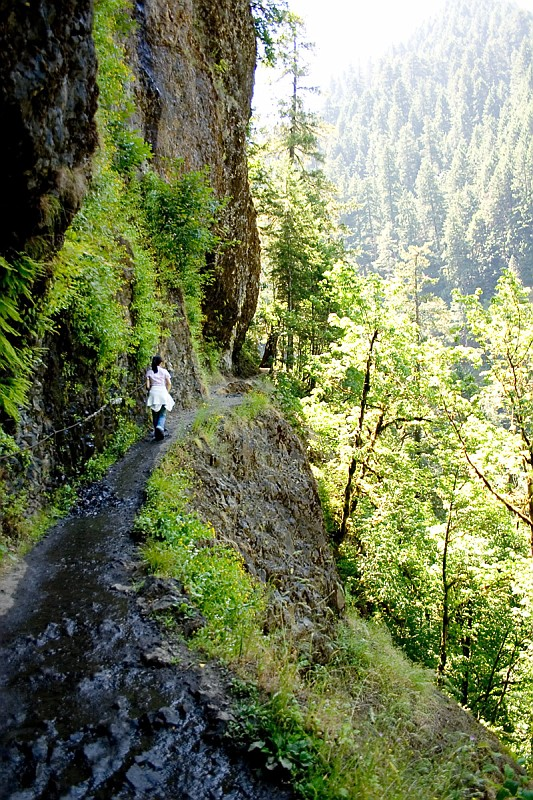
美國奧勒岡州鷹溪小徑縱走

生物多樣性支持許多生態系統服務：
「現在有明確的證據顯示，生物多樣性減損會導致生態群落在獲取生理必需資源、產出生物量、以及分解回收生物必需營養素時的效率下降。越來越多的證據表明，隨著時間流轉，生物多樣性使生態系統功能更加穩定；生態多樣化的群落其生產力更高，因為含藏著對生產力頗具影響力的關鍵物種；生物體彼此間功能性狀的差異可增加總體資源收穫量；多樣性減損對生態循環過程的影響甚鉅，堪比全球驅動因素對於環境變化的衝擊；相較於在單一時間地點來維持某個生態循環系統，要在多個地點及不同時間維持許多的生態系統循環，需要更高等級的生物多樣性。」
生物多樣性有助於調節大氣和供水的部分化學作用，並直接關係著水淨化、養分循環和沃土補給。從人們控制環境的實驗來看，要建立生態系統來滿足人類的需求實屬困難；例如幾乎無法模仿昆蟲授粉的過程，就算試著用無人航空載具來當作人工授粉媒介好像也幫不上忙。2003年，光是授粉相關經濟活動的產值就上看146億美元。

## 物種總數
| Mora團隊所記錄及預估的物種總數（ 2011年） | Mora團隊所記錄及預估的物種總數（ 2011年） | Mora團隊所記錄及預估的物種總數（ 2011年） | Mora團隊所記錄及預估的物種總數（ 2011年） | Mora團隊所記錄及預估的物種總數（ 2011年） | Mora團隊所記錄及預估的物種總數（ 2011年） | Mora團隊所記錄及預估的物種總數（ 2011年） |
| 物種                                      | 陸地                                      | 陸地                                      | 陸地                                      | 海洋                                      | 海洋                                      | 海洋                                      |
| ----------------------------------------- | ----------------------------------------- | ----------------------------------------- | ----------------------------------------- | ----------------------------------------- | ----------------------------------------- | ----------------------------------------- |
|                                           | 已編入目錄                                | 預估                                      | 平均值 標準誤差                           | 已編入目錄                                | 預估                                      | 平均值 標準誤差                           |
| 真核生物                                  |                                           |                                           |                                           |                                           |                                           |                                           |
| 動物界                                    | 953,434                                   | 7,770,000                                 | 958,000                                   | 171,081                                   | 2,150,000                                 | 145,000                                   |
| 色藻界                                    | 13,033                                    | 27,500                                    | 30,500                                    | 4,859                                     | 7,400                                     | 9,640                                     |
| 真菌界                                    | 43,271                                    | 61,100                                    | 297,000                                   | 1,097                                     | 5,320                                     | 11,100                                    |
| 植物界                                    | 215,644                                   | 298,000                                   | 8,200                                     | 8,600                                     | 16,600                                    | 9,130                                     |
| 原生動物界                                | 8,118                                     | 36,400                                    | 6,690                                     | 8,118                                     | 38,400                                    | 6,690                                     |
| 小計                                      | 1,233,500                                 | 8,740,000                                 | 1,300,000                                 | 193,756                                   | 2,210,000                                 | 182,000                                   |
| 原核生物                                  |                                           |                                           |                                           |                                           |                                           |                                           |
| 古菌域                                    | 502                                       | 455                                       | 160                                       | 1                                         | 1                                         | 0                                         |
| 細菌域                                    | 10,358                                    | 9,680                                     | 3,470                                     | 652                                       | 1,320                                     | 436                                       |
| 小計                                      | 10,860                                    | 10,100                                    | 3,630                                     | 653                                       | 1,320                                     | 436                                       |
| 總計                                      | 1,244,360                                 | 8,750,000                                 | 1,300,000                                 | 194,409                                   | 2,210,000                                 | 182,000                                   |

根據Mora及其同事的評估，陸地物種的總數約為870萬，而海洋物種的數量要少得多，約為220萬。其中真核生物估計值應該相當可信，但是原核生物估計值可能只達到實際數量的下限。其他估計數字如下：
- 維管植物（使用物種面積關係法來估算）：22萬種。[121]
- 海洋物種：70萬～100萬種。[122]
- 昆蟲（我們目前所知數量大約90萬種[123]）：1,000萬～3,000萬種。[124]
- 細菌：500萬～1,000萬個。[125]
- 真菌（來自熱帶地區、長期非熱帶地區和已揭露之隱蔽種分子研究的數據估算。[126]至2001年有記錄的真菌大約有7.5萬種[127]）：150萬～300萬種。
- 蟎：100萬種。[128]
- 微生物的物種數量尚不清楚，但2004年至2006年啟動的「全球海洋採樣調查」計畫（GOS），從不同海洋地區近地表的浮游生物樣本中鑑定出大量新基因，明顯地提升了基因多樣性的估計值。[129]這些科學發現最終可能會導致物種定義及其他的分類學方式產生重大變化。[130][131]

由於滅絕速度已經加快，許多現存物種可能在被加以描述前就滅絕了。不出所料，動物界中被研究最多的種群是鳥類和哺乳動物，研究最少的是魚類和節肢動物。

## 測量生物多樣性
靠經驗來測量生物多樣性有很多種客觀方法，每個測量涉及特定的數據使用方式，並可能與基因的多樣性有關。生物多樣性的測量方式，通常以某個地理區域在某段時間內生物分類學上的豐富度為準。

## 物種損失率
終於我們不需要再證明熱帶雨林之所以有必要存在，是因為林中或許有能治療人類疾病的藥草；蓋亞假說讓人無法忽略熱帶雨林所給予的遠遠不止如此。雨林擁有蒸發大量水蒸氣的能力，樹冠上佩戴著白色雲朵能反射陽光，彷彿遮陽傘可以保持地球涼爽。雨林如果全部變成耕地，恐怕馬上會引起全球大災難。
— James Lovelock，《生物多樣性》（E. O. Wilson 編著）
上個世紀開始，人們越來越常觀察到生物多樣性減少的情形。 2007年德國聯邦環境部長西格瑪·嘉布瑞爾引用數據，說到了2050年將有多達30%的物種滅絕，每年有高達14萬種的物種消失（基於物種面積理論），其中包括大約八分之一的已知植物物種。這些數字說明了生態在實務上是不可能永續發展的，因為每年滅絕的物種太多，而新發現的物種太少。幾乎所有科學家都認同目前物種減少的速度是人類歷史上最劇烈的，比背景滅絕率要高出數百倍，預計在未來幾年還會增加。至2012年止，研究發現25%哺乳動物物種可能在20年內滅絕。
從絕對數字來看，世界野生動物基金會2016年的研究指出，1970年以來地球已經失去了58%的生物多樣性。〈2014年地球生命力報告〉說「全球哺乳動物、鳥類、爬行動物、兩棲動物和魚類的平均數量，大概只剩40年前的一半」。消失的野生物種中，陸地動物佔39%，海洋動物佔39%，淡水動物佔76%。拉丁美洲的生物多樣性損失最大，下降了83%。高收入國家的生物多樣性雖然增加了10%，卻被低收入國家的損失所抵消。哪怕高收入國家投入生態的資源是低收入國家的五倍，情況依舊嚴峻，因為富裕國家將資源枯竭問題轉嫁給較貧窮國家，結果就讓較貧窮國家的生態系統蒙受巨大損失。
2017年發表在《公共科學圖書館：綜合》（PLOS One）上的研究發現，過去25年間德國的昆蟲生物質下降了四分之三。薩塞克斯大學的Dave Goulson團隊研究發現，人類「正在開發大片土地的方式，似乎對大多數生命的存活並不友善，於是人類目前彷彿也置身於生態末日浩劫中。昆蟲如果消失，萬物將會崩逝。」
世界野生動物基金會2020年發布的報告說「生物多樣性正以人類史上前所未見的速度遭受破壞」。1970年至2016年間，人類考察過的物種種群有68%遭到摧毀。

## 威脅

全球森林地貌完整指數圖（2019 年），用人為改造程度來衡量森林狀況。（ 0 = 改造幅度最大； 10= 改造幅度最小。）

有許多物種在2006年被正式列為稀有種、瀕危物種或受威脅物種；另外估計還有數百萬的物種也處於危險之中，只是尚未被正式認證。依照《國際自然保護聯盟瀕危物種紅色名錄》標準所評估的40,177個物種中，2006年約有40%被列為瀕臨滅絕的物種，總共有16,119種。根據2022年的定義及標準，受威脅物種—即被列為極危（CR）、瀕危 （EN）或易危（VU）的物種—已增加至41,459種，佔了《IUCN紅色名錄》已評估物種的28%；但是IUCN 2022年所評估的物種總數，僅僅佔了全球已編入目錄之物種總數的7%，換言之，《紅皮書》尚未評估的1,983,982個物種中究竟有多少是受威脅的，很難一望而知。生物多樣性喪失的五個主要驅動因素是：棲息地喪失、入侵物種、過度開發（竭澤而漁、焚林而獵帶來的生存壓力）、污染及氣候變遷。IPBES研究指出，造成全球自然變化的最大直接驅動因素，依照影響程度由大至小排列為：土地及海洋利用改變、直接利用生物體、氣候變遷、污染、外來入侵物種。
《槍炮、病菌與鋼鐵》的作者賈德·戴蒙把棲息地破壞、過度捕撈、外來物種和二次滅絕形容成「邪惡四重奏」。E.O.威爾遜則喜歡用首字母縮略字HIPPO（河馬的英文俗稱）來指代棲息地破壞（Habitat destruction, ）、入侵物種（Invasive species）、污染（Pollution）、人口過多（human over-Population）及過度捕撈（Over-harvesting）。
根據國際自然保護聯盟（IUCN）的研究，直接對生態保護造成威脅的主要有11類：
1. 居住和商業開發
  - 住宅區及市區（市區、郊區、村莊、度假村、購物商場、辦公室、學校、醫院）
  - 商業區及工業區（製造廠、購物中心、辦公園區、軍事基地、發電廠、火車和造船廠、機場）
  - 旅遊休閒區（滑雪場、高爾夫球場、運動場、公園、露營地）
2. 農業活動
  - 農業（農場、果園、葡萄園、種植園、牧場）
  - 水產養殖（蝦或有鰭魚養殖場、養殖魚塘、鮭魚孵化場、人工配種貝類養殖場、人工海藻養殖場）
3. 能源開發和採礦
  - 再生能源開發（地熱、太陽能、風能和潮汐發電廠）
  - 不可再生能源開發（石油和天然氣鑽探）
  - 採礦（燃料和礦物）
4. 交通與服務廊道
  - 服務廊道（電線、電話線、渠道渡槽、石油和天然氣管道）
  - 運輸廊道（公路、鐵路、水上航線和飛行航線）
  - 與使用廊道的交通工具發生碰撞
  - 相關事故和災難（漏油、觸電、火災）
5. 利用生物資源
  - 狩獵（叢林肉、戰利品、毛皮）
  - 擾亂（獵捕控管和病害蟲防治，迷信）
  - 破壞或清除植物（人類食用、自由放養牲畜覓食、對抗木材的病蟲害、採集蘭花）
  - 伐木或採集木材（疏伐或皆伐、收集柴薪、生產木炭）
  - 釣魚（拖網、捕鯨、採集珊瑚、海藻或雞蛋）
6. 人類的活動及侵入對棲地及物種展現自然行為所造成的改變、破壞及直接打擾
  - 休閒活動（越野車、快艇、水上摩托車、雪地摩托車、超輕型飛機、潛水船、賞鯨、越野自行車、徒步旅行者、觀鳥者、滑雪者、進入休閒區的寵物、臨時營地、洞窟探險、攀岩）
  - 戰爭、內戰和軍事演習（武裝衝突、雷區、坦克和其他軍用車輛、訓練演習和靶場、生化武器測試、火力測試）
  - 非法活動（走私、移民、破壞公物）
7. 改造自然系統
  - 火的控制或使用（策略式燒除，火災管理不當，失控的火耕和營火，縱火）
  - 水資源管理（水壩建設和運營、濕地填埋、地表水導流、超抽地下水）
  - 其他改造（填海計劃、海岸線拋石、種植草坪、海灘建設及維護、公園樹木修剪）
  - 取消或減少人工維護（修剪草地、減少策略式燒除、缺少管理本地關鍵生態系統、停止餵養禿鷹）
8. 入侵及有危害的物種、病原體和基因
  - 入侵物種（野馬及家庭寵物、斑馬貽貝、米氏野牡丹、野葛、生物防治措施）
  - 有危害的本地物種（本地的鹿或袋鼠過多，當地食草魚類減少導致藻類過度繁殖，蝗災）
  - 引進基因材料（抗農藥作物、用於生物防治的基因改造昆蟲、基因改造樹木或鮭魚、逃脫的孵化場鮭魚苗、回頭使用非本地種子庫的專案）
  - 病原體和微生物（鼠疫、荷蘭榆樹病或栗枯病、壺菌病）
9. 污染
  - 生活污水（生活污水未經處理、污水處理場運作不當導致的污染排放、化糞池、旱廁、道路上的油或髒污沉澱、草坪及高爾夫球場使用的肥料及殺蟲劑、路鹽）
  - 工業和軍事廢水（來自工廠的有毒化學品、非法傾倒化學品、礦山尾礦、金礦開採時的砷汙染、汽油桶滲漏、河流沉積物之多氯聯苯）
  - 農業和林業廢水（肥料徑流帶來的養分負荷、除草劑徑流、飼養場糞便、水產養殖營養劑、土壤侵蝕）
  - 垃圾和固體廢物（都市固體廢物、垃圾和廢物傾倒、來自休閒船隻的漂浮物和拋棄物、纏繞野生動物的廢物、建築垃圾）
  - 空氣傳播的污染物（酸雨、車輛排放廢氣、過量的氮沉積、輻射塵、農田的污染物或沉積物隨風飄散、森林火災或燒柴爐所產生的煙塵）
  - 過剩的能量（高速公路或飛機帶來的噪音、潛艇聲納會干擾鯨魚、發電廠散熱水、燈具吸引昆蟲、沙灘燈使海龜迷失方向、穿過臭氧層破洞的紫外線輻射）
10. 災難性地質事件
  - 地震、海嘯、雪崩、山體滑坡、火山爆發及其氣體排放
11. 氣候變遷
  - 侵蝕生態系統（海平面上升導致海岸線生態系統受水患影響及珊瑚礁生長跟不上海平面上升，沙漠化導致沙丘侵占土地，木本植物侵占草原）
  - 地球化學狀態的變化（海洋酸化、大氣中二氧化碳變化影響植物生長、沉積物流失導致大範圍地形沉降）
  - 溫度模式的改變（熱浪、寒流、海洋溫度變化、冰河退縮、海冰融化）
  - 降水和水文狀況的變化（乾旱、降雨時節改變、積雪消失、洪荒越見嚴重）
  - 惡劣天氣（雷暴、熱帶風暴、颶風、旋風、龍捲風、冰雹、冰暴或暴風雪、沙塵暴、各種風暴期間的對海岸的侵蝕）

### 棲息地破壞
主條目：棲息地破壞

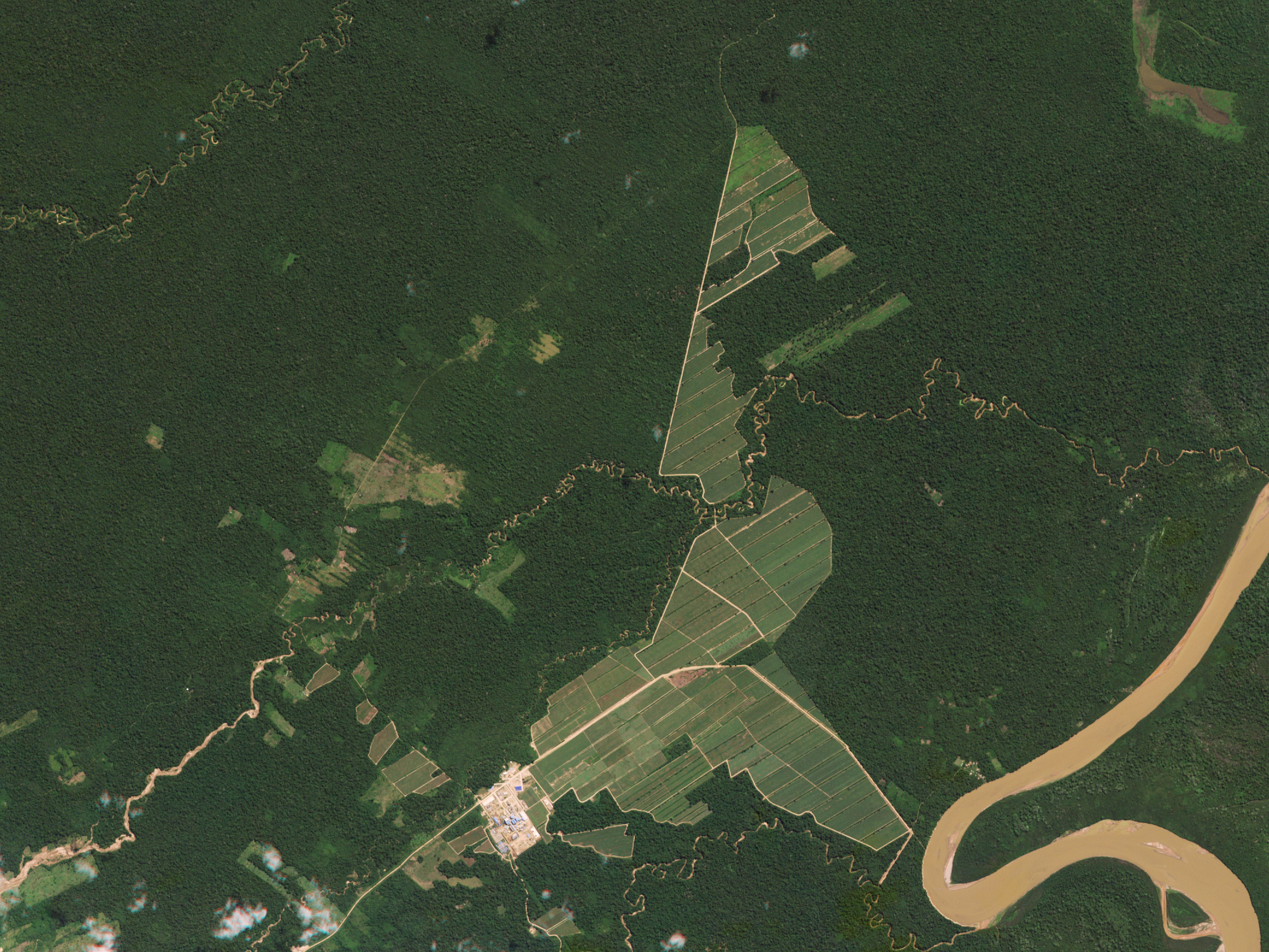
玻利維亞境內的亞馬遜雨林，日益增加的森林砍伐及道路建設已經引起大眾關注，這些都代表著人類持續入侵野生地區、過度開採資源並且更加危及生物多樣性。

破壞棲息地對物種滅絕的影響甚鉅，特別是破壞熱帶雨林。危害棲息地的因素有：過度消耗、人口過多、土地利用方式改變、森林砍伐、污染（空氣污染、水污染、土壤污染）和全球暖化或氣候變遷。
棲息地大小和物種數量的關係是系統性的。體型較大的物種以及生存在低緯度地區、森林或海洋中的物種，對棲息地面積減少更敏感。轉型成「均一」標準化生態系統（例如，砍伐森林後的單一耕作）徹底地破壞了原本孕育著多樣化物種的棲息地。哪怕是最簡單的農業形式—清理土地、排乾水分、抑制雜草、防治害蟲以及只培育少樣馴化作物或動物—都會損害生物多樣性。有些國家對財產權的規範、法規寬鬆及執法怠惰都加重了森林砍伐及棲息地破壞的情形。
美國國家科學基金會2007年進行的研究發現，生物多樣性和基因多樣性是相互依存的——維持物種之間的多樣性就是維持物種內的基因多樣性，反之亦然。「如果從生態系統中消除某類物種，那麼系統循環可能就會中斷，並由單一物種主導整個生態群。」根據2005年千禧年生態系統評估，目前最受威脅的生態系統主要都生存在淡水中。全球生物多樣性資訊機構和法國國家永續發展研究所 （页面存档备份，存于）（MNHNP）合作的「淡水動物多樣性評估」也證實了這個說法。
棲息地破壞也會造成「共同滅絕」，即某個物種與其他物種一損俱損的狀況，例如甲蟲及其攝食或寄生的植物。
2019年的報告揭露，英國原本的蜜蜂和其他授粉昆蟲棲息地，已經有將近四分之一再也不見牠們的蹤影。自1980年代以來，英國大約有三分之一的蜜蜂和食蚜蠅的數量遽減，嚴重影響生物多樣性及糧食生產。工業化農業、擴大使用殺蟲劑、疾病、入侵物種和氣候變化，正在威脅昆蟲們及其撐持之農業的未來。另一份研究則說，如果再不阻止棲息地破壞、農藥毒害、入侵物種和氣候變化等人類活動，破壞昆蟲多樣性的速度，50年內整個生態系統將會崩潰。

### 引進物種及入侵物種

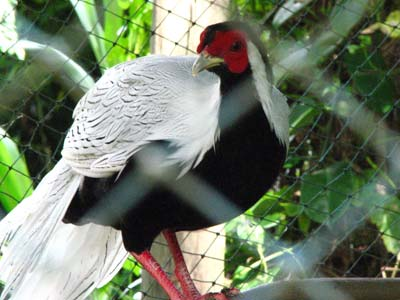
白鹇原產於東亞，出於觀賞原因被引入歐洲。

諸如河流、海洋、山脈及沙漠等大型屏障，藉由「異域物種形成」過程，讓屏障兩側的生物能夠獨立進化，因而拓展了生物多樣性。所謂入侵物種就是穿透自然屏障從而解除自己原本生存限制的物種。少了屏障的限制，入侵物種就可以攻佔新的領地，通常在佔據本土物種的生態棲位或是搶走本土物種賴以維生的資源之後，入侵物種就取代了本土物種。
保守估計從1900年初開始，物種入侵的數量一直在上升。人類有意無意所遷徙的物種越來越多。有時候入侵物種會對新棲地造成巨大的變化及破壞（例如：五大湖地區的斑馬貽貝和光蠟瘦吉丁蟲，以及北美大西洋沿岸的獅子魚）。有證據顯示入侵物種往往在新棲地中頗具競爭力，因為比較不會被病原體干擾。還有些令人驚訝的證據說，物種豐富的生態群最好同時含藏多一點本地物種及外來物種，也就是說多樣化的生態系統才更有彈性去抵抗入侵的動植物。重要的是：入侵物種會導致滅絕嗎？許多研究都是探討入侵物種對當地物種造成的影響，倒沒有提到滅絕問題。入侵物種似乎會增加當地區域內平均物種多樣性（α多樣性），但是減少了區域內物種和本地物種間的多樣性比例（β多樣性）。整體多樣性（γ多樣性）或許會出於種種原因使得物種滅絕而降低，但就算是危害最深的入侵物種（例如：荷蘭榆樹病、光蠟瘦吉丁蟲、北美的栗枯病）也沒有造成其寄宿物種的滅絕；更普遍的情形毋寧是局部地區滅絕、群體數量不足及物種同質化。人類活動常常是物種能夠越過屏障入侵新區域的原因，例如引進動植物來當作食物或其他用途。因此，人類活動所促成的物種遷移到新地區並成為入侵物種，發生時間大幅縮短，比歷史上的物種擴張所花的時間都要短得多。
並非所有被引進的物種都是入侵物種，也不是所有入侵物種都是故意引進的。斑馬貽貝入侵美國水道是意外事件；另外像夏威夷的貓鼬，雖然是有意引進的但沒有達到引進目的（晝行性貓鼬不容易碰到夜行性老鼠）；其他還有印尼和馬來西亞，引進油棕雖然產生可觀的經濟利益，伴隨的卻是代價高昂的意外後果，例如單一耕作油棕所需的大範圍土地導致森林砍伐及生態破壞；土壤侵蝕、空氣及水污染、氣候變遷等等負面環境影響；還有對當地人群的生活及權益所造成的社會問題。
最後，引進物種可能對它所取代之物種的依存物種造成意料之外的影響。在比利時，由於東歐傳播過來的黑刺李抽新芽的時間比當地同類植物要早得多，因而改變了以葉子為食的棕色線灰蝶（Thecla betulae）的攝食習慣。引進新物種往往會造成地方傳染病，也會讓本地物種無法與之競爭，難以生存。外來生物可能是捕食者、寄生物，或者單純只是對養份、水份和光線的需求比本土物種更有優勢。
如今，許多國家已經進口相當多的外來物種，特別是農作物和觀賞植物，繁殖後甚至超過本土的動植物數量。例如，葛根從東南亞傳入加拿大和美國後，已經對某些地區的生物多樣性造成威脅。大自然其實已經提供緩解氣候變遷的有效方法，就是維持生物多樣性。

### 過度開發
主條目：過度開發
當資源消耗的速度遠大於復原的速度時，就是所謂的過度開發。陸地上過度開發的樣態有過度捕獵、過度伐木、農業水土保持不當及野生動物非法貿易等。過度開發會導致資源覆滅，包括生物滅絕。各種人為開發都會破壞周邊環境。
現在世上大約25%的漁場有過度捕撈的狀況，導致目前的生物量低於最大永續產量的水準。
過度獵殺假說認為人類遷徙造成相關大型動物滅絕，這個模式可以解釋為什麼第四紀的巨型動物群會在相對較短的時間內就滅絕，例如人類尚未抵達之地的真猛瑪象足足多活了7000年才滅絕。

### 雜交、基因污染/基因流失及糧食安全
參考：糧食安全及基因汙染

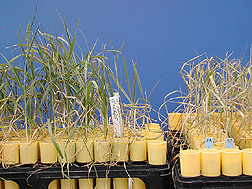
Yecora Rojo 小麦品種（右）對鹽分敏感，和 W4910 品種（左）雜交的後代更能耐受高鹽分。

綠色革命讓傳統雜交配種方式以提高農業及畜牧業的產量的情形更加普及。雜交品種通常來自已開發國家，然後與發展中國家的當地品種進行雜交，培育出可以抵抗當地氣候及疾病的高產植株。各地政府及產業持續推動品種改良。往昔由各種野生和本土品種所構成的巨大基因庫已經崩解，造成基因流失和基因污染的氾濫，減損了整體的基因多樣性及生物多樣性。
基因改造生物體內含有基因工程轉殖物質。轉基因作物是造成基因流失的常見原因，對野生品種及傳統雜交馴化品種都是如此。基因污染的過程（不受控制的雜交、基因滲入和遺傳淹沒）可能會讓當地物種面臨滅絕的危機。例如基因轉殖可抗除草劑的油菜，當其種子擴散到周邊田地，附近就很難再種植油菜以外的作物。
引進物種的繁殖數量或適應力優勢，促使當地物種的基因組被取代或同質化，就是基因污染的後果。 引進物種及物種入侵的副作用是物種雜交及基因滲入，當稀有物種接觸到優勢物種時這些狀況影響特別嚴重。優勢物種與稀有物種雜交，會淹沒稀有種的基因庫。單從形態學（外觀）來觀察，問題並不一定很明顯。某種程度的基因流動是生物適應環境的常態，各種基因和基因型也不一定非得全體存留。無論如何，不管有沒有基因滲入，雜交總是可能會威脅到稀有物種的生存。
基因流失和基因污染有可能會破壞其他的個別基因型，威脅到未來的糧食安全。基因多樣性的減少也會弱化農作物及牲畜原本可以透過雜交來抵抗疾病並應對氣候變遷的能力。

### 氣候變遷

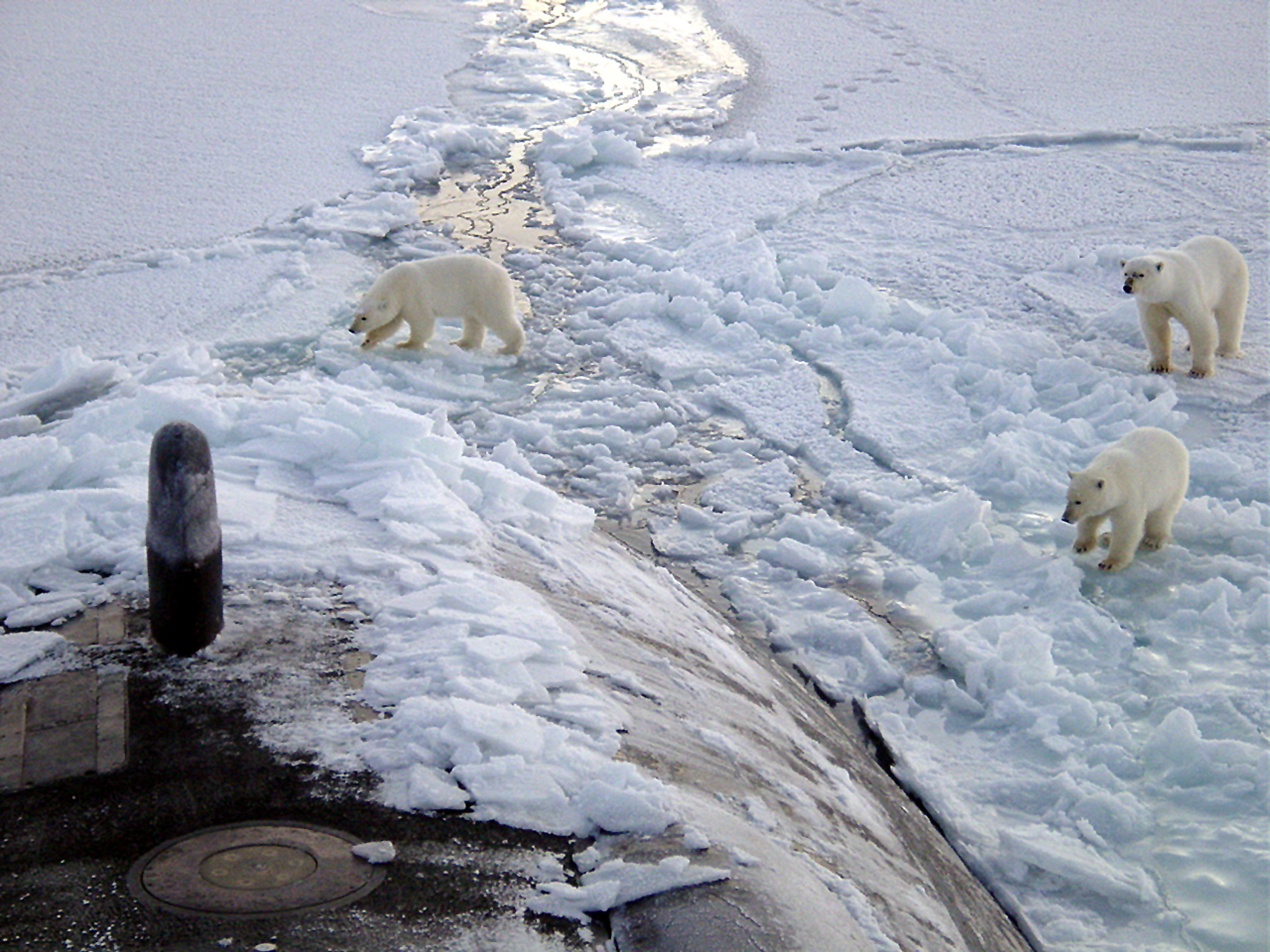
在北極附近的北冰洋，三隻北極熊行走於海冰上，遇到洛杉磯級攻擊潛艇。氣候變遷已經開始影響熊群。

全球暖化是生物多樣性的主要威脅。如果全球暖化的速度像現在這樣繼續下去，彰顯著生物多樣性熱點的珊瑚礁將在本世紀內消失。
人們已經證明氣候變遷會影響生物多樣性，支持的證據很多。大氣的二氧化碳增加確實會影響植物形態，並且造成海洋酸化；溫度會影響物種分布範圍、物候學及氣候。僥倖的是人們預測的這些重大影響還只是未來潛在的可能性，雖然氣候變遷已經劇烈改變許多物種的生物習性，人類還沒有記錄到重大的滅絕事件。
2004年的國際合作研究預估，到2050年，全球變暖將導致四大洲10%物種滅絕。這篇論文的共同作者暨非政府組織保護國際的應用生物多樣性科學中心首席氣候變遷生物學家Lee Hannah博士說：「我們必需限制氣候變遷，否則下場就是很多物種會有大麻煩，甚至滅絕。」
最近有研究預測，按照人類依然故我的發展情形來看，在氣候變遷及土地利用變化的交互影響之下，到2050年世界上有35%陸生的食肉動物和蹄類動物將面臨更嚴峻的滅絕風險。
因為氣溫升高導致當地乾燥，已經改變了巴西犬吻蝠（Tadarida brasiliensis）的習性，牠們變成晚上會提早外出覓食，這樣會讓捕食時間延長，和其他在黃昏或破曉時覓食之食蟲動物的競爭升高。
工業革命至今，人類燃燒的化石燃料已經讓大氣中的碳增加了3,650億公噸，森林濫伐又增加了1,800億公噸，零零總總加起來的結果是如今空氣中的二氧化碳濃度略高於400ppm，比過去80萬年任何時刻都要高。除了造成全球平均溫度升高，也讓海洋酸化（海洋鹼性減弱）。由於過量的二氧化碳交換至海中，使得海水表面平均pH值從約8.2降低到約8.1，pH值刻度是對數，降低這0.1意味著海水酸度比工業革命時增加了30％。如果人類依然故我，本世紀末海水表面pH值將降至7.8，即海水酸度比工業革命時高出150％。可預期的後果是有些耐酸生物會變得更豐富，但是整體的多樣性會喪失（特別是鈣化生物），像之前幾次大滅絕事件一樣。

### 人口過多
主條目：人口過多

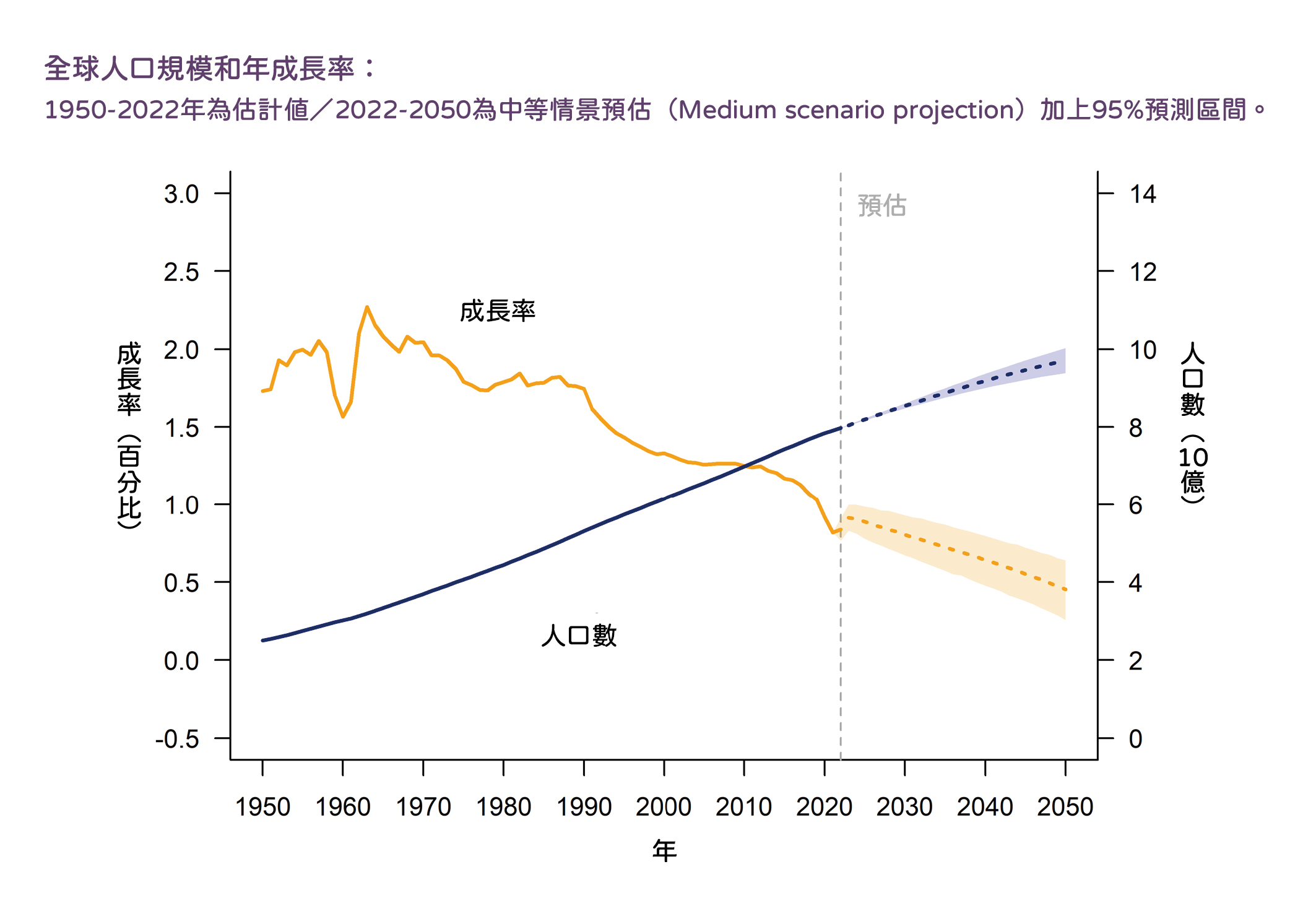
2022全球人口規模和年成長率圖

根據聯合國《世界人口展望2022》報告，世界人口繼續增長，但增長速度正在放緩。預計到2022年11月15日，世界人口將達到80億，印度也將在2023年超過中國成為世界第一人口大國。2030年世界人口將達到85億，2050年為97億，2080年代將上升至104億人的高峰，然後到2100年大約都維持著這個水平。2020年，全球人口增長率自1950年以來首次降至1%以下。
英國政府前首席科學顧問David King爵士在議會答詢中說過：「一望而知，20世紀人口大規模增長對生物多樣性的影響，比其他個別因素都大。」至少在21世紀中葉前，全球人類出生率很可能是造成地球原本孕育生物多樣性之土地消失的主因。
某些頂尖科學家主張，人口規模、人口成長以及過度消費，是生物多樣性減少及土壤退化的重要因素。2019年生物多樣性和生態系統服務政府間科學政策平台（IPBES）所做的《生物多樣性及生態系統服務全球評估報告》和Paul R.Ehrlich、Stuart Pimm等生物學家指出，人口增長和過度消費是物種減少的主要驅動因素。E.O.Wilson認為，人口增長對地球生物多樣性造成了毀滅性的影響，說「20世紀人口增長的模式不像是靈長類，更像是細菌繁殖。」並補充說明：當智人人口達到60億時，這樣的生物量比從古至今任何大型陸生動物物種的生物量都高出100倍以上，「再這樣增長個100年，人類及所有生命都無法承受」。 
根據世界野生動物基金會2020年的研究，全球人口已經超過了地球承載生物的能力，要滿足人類目前的需求，需要相當於1.56個地球的生物承載力。〈2014年地球生命力報告〉進一步指出，如果地球上每個人如果都過著典型美國居民的生活，則需要3.9個地球；如果都過著卡達一般居民的生活，則需要4.8個地球。

## 全新世滅絕
主條目：全新世滅絕

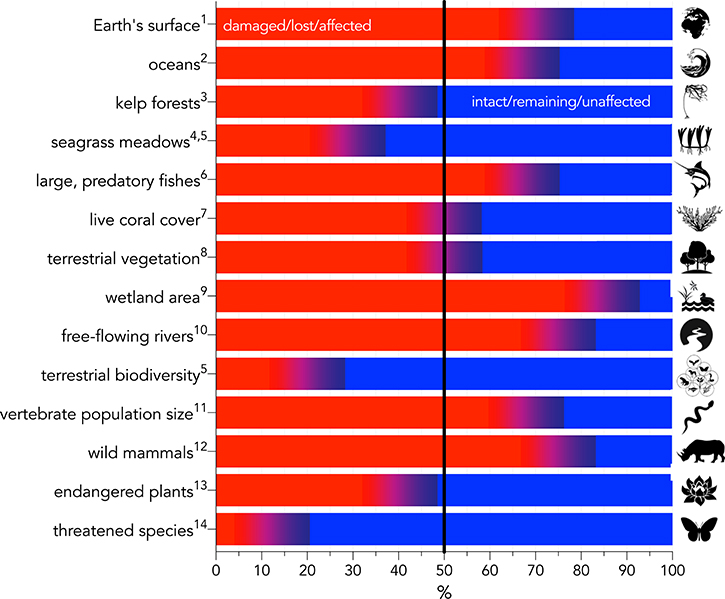
生物多樣性相關的主要環境變化類別簡表，人類已造成損害（紅色）對照原始未受破壞（藍色）的百分比例。

全新世滅絕堪稱第六次大規模滅絕，相較於化石記錄所載的前五次大規模滅絕，其生物多樣性下降速度不遑多讓。減少生物多樣性就是耗損大自然資本，也降低了生態系統提供的好處及服務。從所謂「自然經濟學」的角度來看，1997年計算的地球生物圈中17種生態系統服務，其經濟價值估計為每年33萬億美元（3.3x1013）。當前物種正在消滅的速度比背景滅絕率高上100到1,000倍，而且速度還在增加。這個過程破壞了地球生命的復原力和適應力。Rodolfo Dirzo及保羅·R·埃利希等保護生物學家認為，第六次大滅絕的出現是「人類世最關鍵的徵象之一」，生物多樣性一直減少對人類文明續存而言是「前所未有的威脅」。
2019年，IPBES進行了迄今為止規模最大、最全面的生物多樣性和生態系統服務研究《全球生物多樣性和生態系統服務評估報告》，並提供了〈決策者摘要〉。主要結論有：
1.過去50年來，大自然狀態惡化的速度前所未見。
2.惡化的主要驅動因素是土地和海洋利用方式改變、對生物的開發利用、氣候變遷、污染和入侵物種。而這五個驅動因素又是由社會行為所引起，諸如消費方式及公共治理。
3.在聯合國針對貧困、飢餓、健康、水、城市氣候、海洋和土地等所列的永續發展目標中，破壞生態系統削弱了44個發展指標中的35個。將會造成食物、水和人類必需之空氣供應的問題。
4.為了解決這個問題，人類需要革新及改變，包括永續農業、減少消費和浪費、配額捕撈及共同管理水資源。〈決策者摘要〉提出的主要措施之一是「培養良好生活品質的願景，並不意味著要不斷增加物質消費」。報告指出，「人們在落實永續發展目標7、8、9和12（能源、經濟增長、工業和基礎設施以及永續消費和生產）以及永續發展目標1、2和11（貧困、糧食安全及城市）時，所選擇的途徑將會對大自然產生重大的正反影響，進而衝擊到其他永續發展目標的實現。」
IPBES於2020年10月發布的「大流行病時代」報告斷言，人類活動是氣候變遷和生物多樣性喪失的潛在驅動因素，也是大流行病的驅動因素，包括COVID-19。IPBES研討會主席彼得·達薩克博士說：「COVID-19或任何現代的大流行病，原因並不神秘。......人們使用土地的方式改變、農業擴張和集約化；不可永續之貿易、生產和消費模式破壞了大自然，也增加了野生動物、牲畜、病原體和人類之間的接觸。就是這些帶領人類邁向大流行病。」

## 保護
主條目：保護生物學

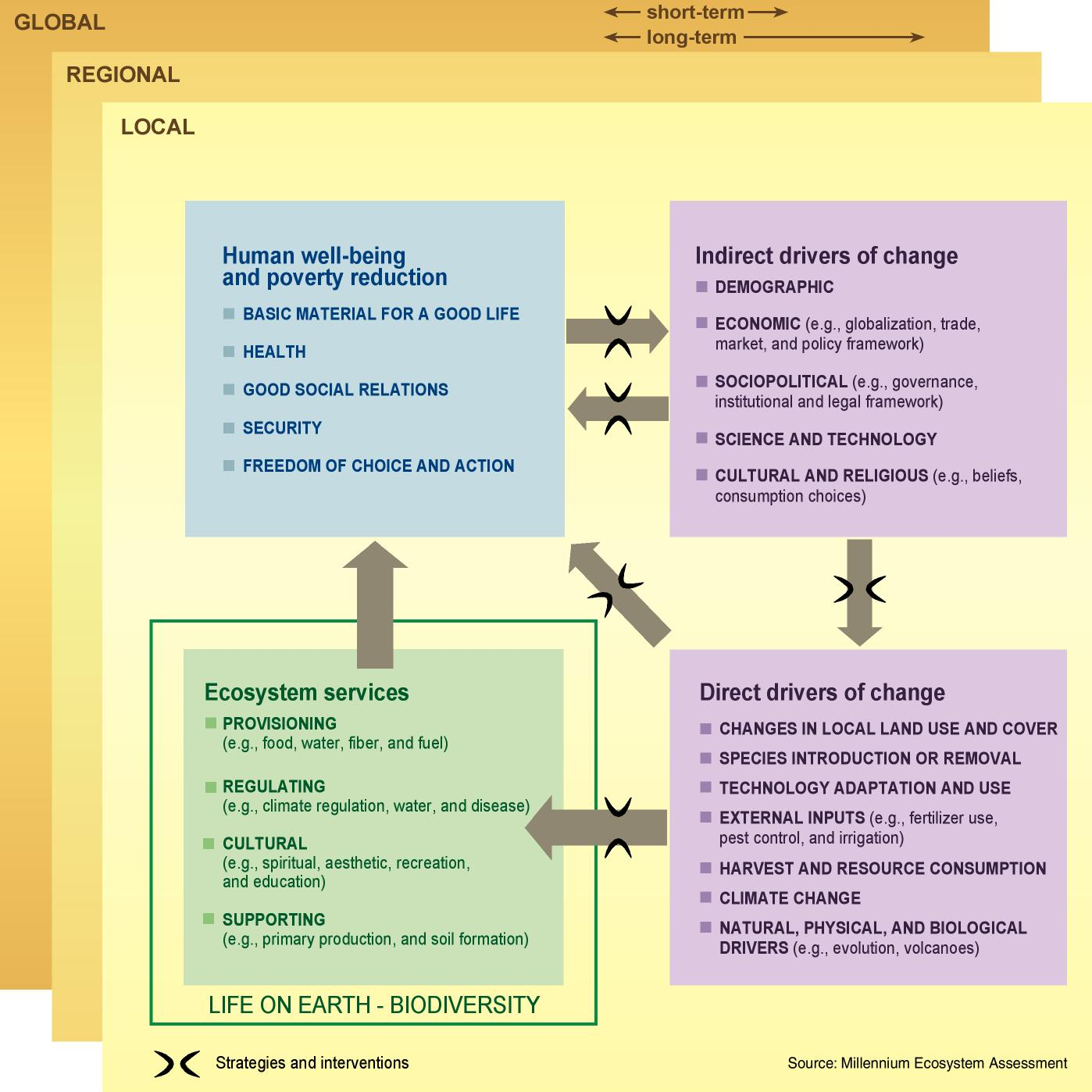
生物多樣性、生態系統服務、人類福祉和貧困之關係示意圖。本圖說明保護行動、策略和計劃如何在地方、區域、全球三個層面，對種種造成當前生物多樣性危機的驅動因素發揮影響力。

隨著生態學家、博物學家和其他科學家開始研究和界定全球生物多樣性下降的相關問題，保護生物學在20世紀中葉漸趨成熟。
站在保護的倫理角度，認為自然資源須妥善管理，方能維持物種、生態系統、生物進化過程以及人類文化與社會的等等層面的生物多樣性。
千禧年生態系統評估的策略式保護計劃，旨在銜接公共政策及大眾關懷，以影響地方、區域乃至於全球，三個層級的社區、生態系統及文化；保護全球生物多樣性正是優先事項。生物多樣性之策略式保護計劃正是保護生物學的改造核心。計劃之行動方案界定了如何維持人類福祉，以及運用自然資本、市場資本及生態系統服務的方式。
在歐盟領事會1999/22/EC命令中，賦予動物園「保護野生動物及生物多樣性」的任務。諸如參與保護動物研究，在適當情況下繁殖物種或野放；展覽物種及其自然棲息地，以教育大眾並提升保護生態的意識；防止動物逃跑，避免對本地物種造成生態威脅及外部害蟲入侵。

### 生態保護及復原技術

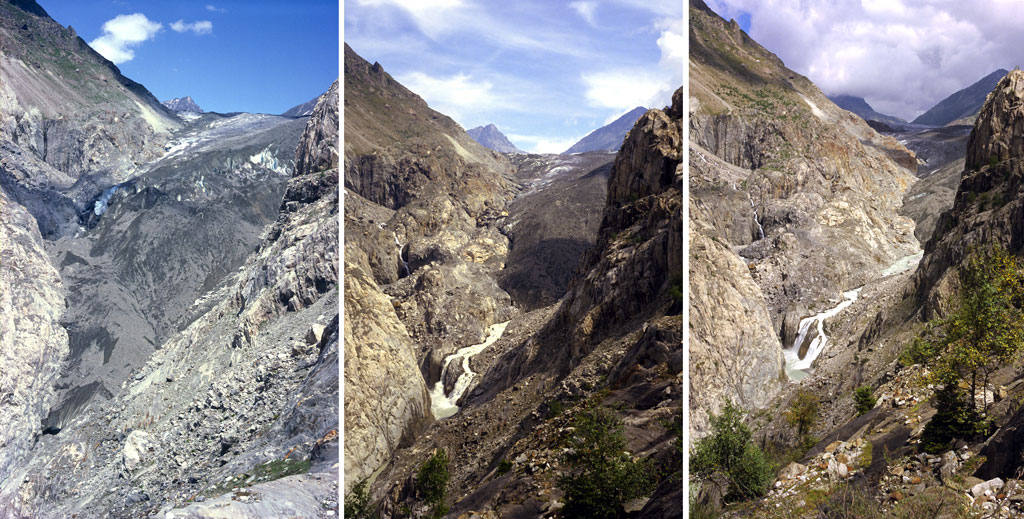
瑞士阿爾卑斯山脈的阿萊奇冰河因全球暖化而退縮的狀況（1979年、1991年及2002年）。

清除外來物種有助於那些受到負面影響的物種恢復其生態位。人們可以從分類學上來識別哪些是有害的外來物種（例如用數位自動識別系統 (DAISY)的生命條碼來識別）。由於成本考量，只有在涉及大量個體物種的情況下，清除外來物種才是實際可行的。
在確定長久存於某地區之本地物種種群的存續之後，可以使用網路生命大百科和全球生物多樣性資訊機構等數據庫來進行識別，重新挑選「滅絕物種」候選者並引進。
- 生物多樣性銀行建立了生物多樣性的金融價值。例如澳大利亞本土植被管理架構。
- 基因銀行可蒐集標本及基因材料。某些基因銀行還打算將庫存物種重新導進生態系統（例如建立苗圃的方式）。[246]
- 減少使用並慎選農藥，讓更多物種可以在農業和城市化地區生存。
- 特定地區內的保護方法對於遷徙物種可能不見得有用。考量動物運動習性來建立生態廊道是個替代方案，但是國界或其他邊界可能會讓事情變得複雜。[247]

## 保護區

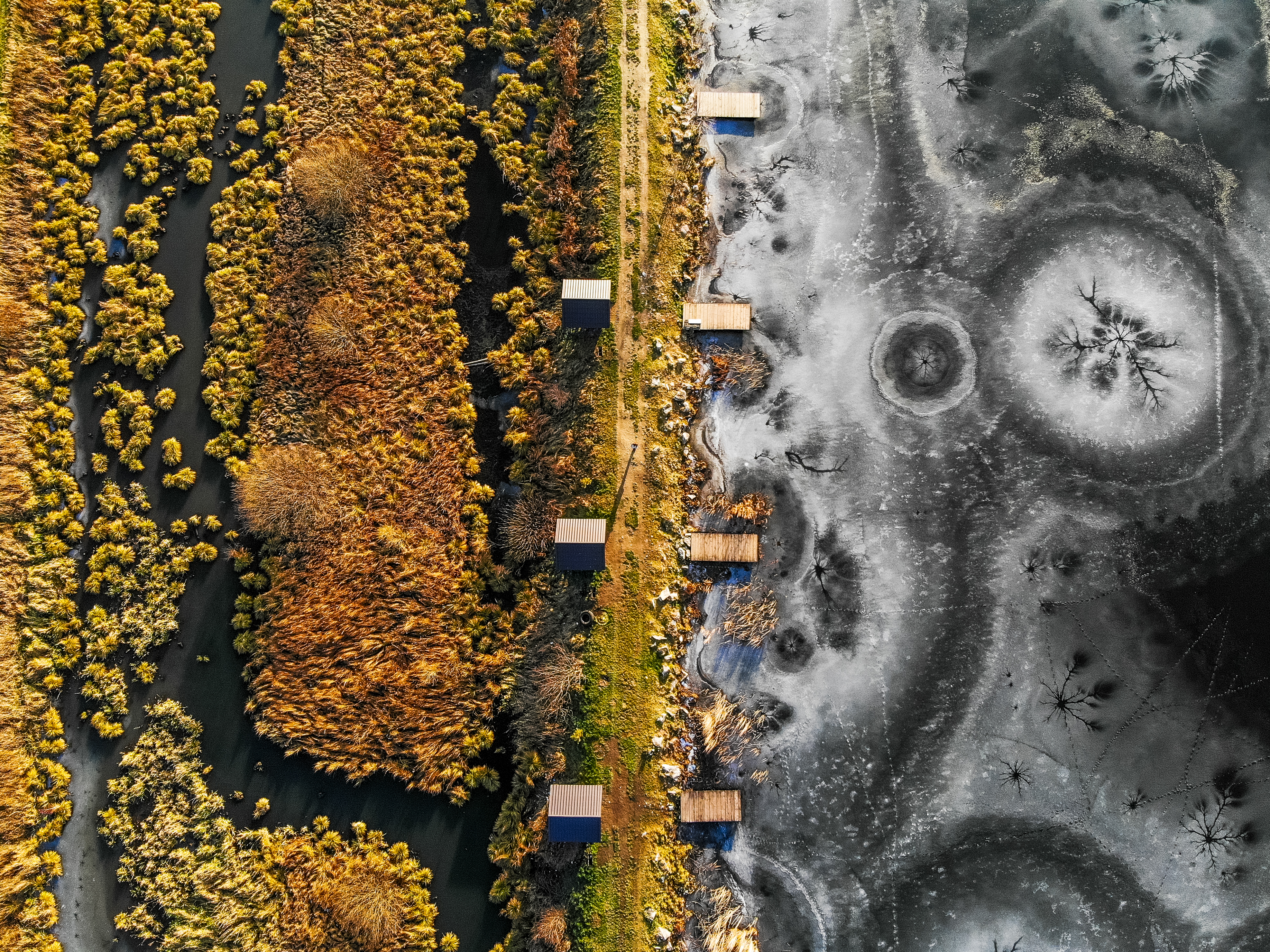
位於烏克蘭利沃夫州的Roztochia生物圈保護區，秋天與冬天風貌大異其趣。

保護區包括森林保護區和生物圈保護區，具有許多功能，例如可以保護野生動物及其棲息地。世界各地都出於特定目的而設立了庇護或保存動植物的保護區。科學家呼籲全球社會在2030年前能夠把地球上30%面積指定為保護區，到2050年更要提高到50%，以減輕人為造成的生物多樣性喪失。2020年9月4日發表在國際期刊《科學進展 （页面存档备份，存于）》的研究中，研究人員繪製「全球安全網」，標示出實現生態保護和氣候目標的必要保護區域。
保護區可以保衛自然及文化資源，並促進生計，特別是當地生計。全世界有超過238,563個指定保護區，面積約佔地球陸地表面14.9%，保護區的範圍、保護等級及管理類型各不相同。

2020年全球法定保護區中的森林占比。

森林保護區是保護區的其中一種，區域中大部分是森林，有的是整個森林都被納入保護區，也有部分森林納入保護的狀況。全球有18%森林面積（約7億多公頃）被納入法定保護區，諸如國家公園、自然文化保護區和野生動物保護區等。
保護區的好處不只在於保護期間對環境的直接助益，除了維護自然原貌，保護區對於確保生態系統服務的長期產出也至關重要。好處有保護糧食及農業的基因資源、供給醫藥及有益健康、提供水資源、可供娛樂和旅遊，並可作為抵抗天災的緩衝機制。人們越來越認識到自然生態系統及其提供的生態系服務，具有更廣泛的社會經濟價值。
特別是森林保護區發揮許多重要作用，包括可作為棲息地及隱蔽處、可供給食物及基因材料，並且是天災的緩衝區。森林穩定地提供許多好處及環境服務。過去幾年來人們越來越認可各種保護區在減緩及適應氣候變遷方面的效用，森林保護區尤為箇中翹楚。保護區不僅能夠儲放及封存碳（全球保護區系統儲存了至少15%陸地上的碳），而且可以當作生物的避難所及生物廊道，使得物種能夠適應不斷變化的氣候模式。保護區還可以保護人們免受突發性氣候災害的影響，並讓人類面臨氣候造成的洪水和乾旱等問題時不會那麼脆弱。

### 國家公園
主條目：國家公園

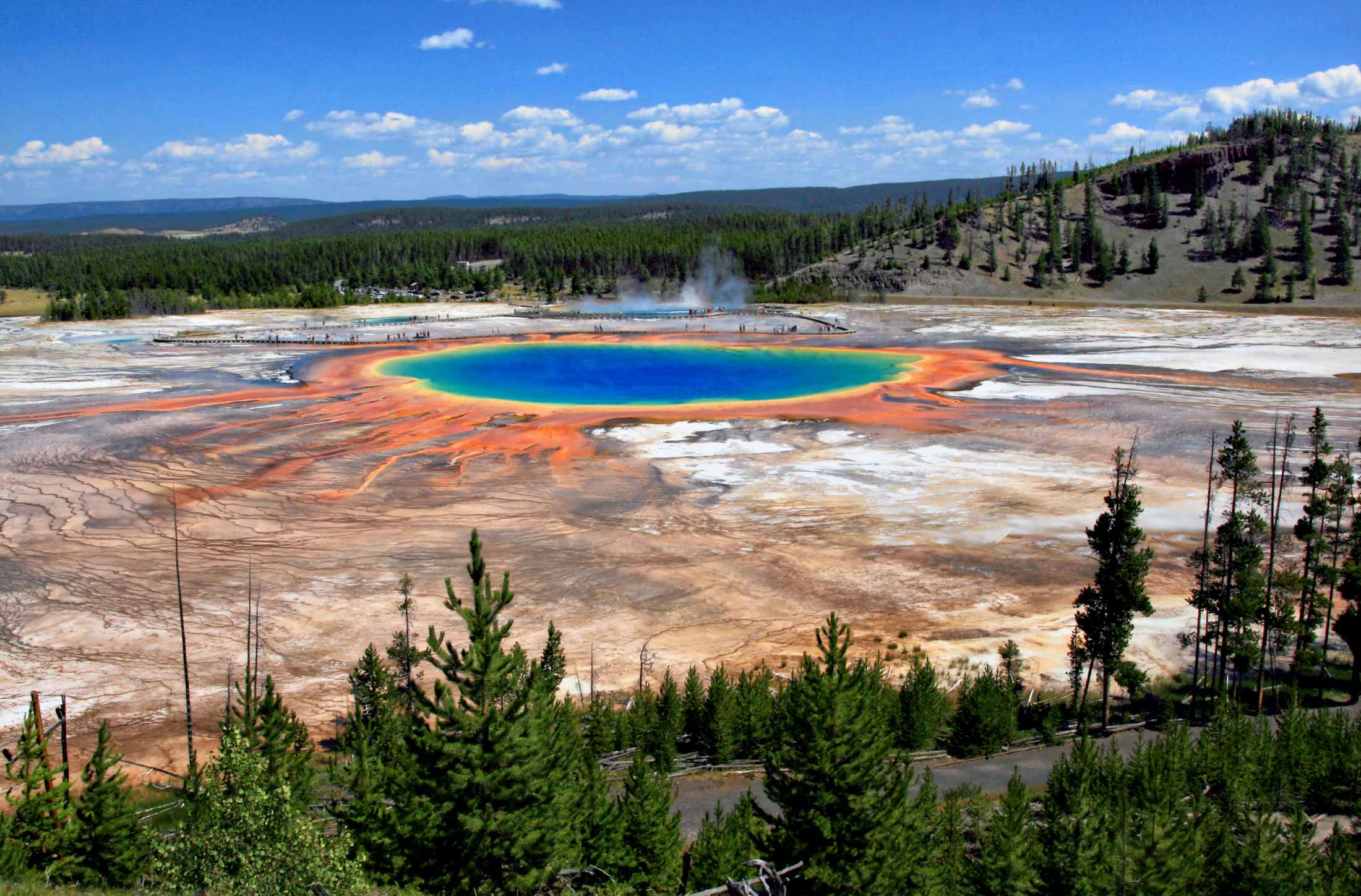
美國黃石國家公園的大虹彩溫泉（The Grand Prismatic Spring）

國家公園是為了保護大規模生態周期而劃設的大型自然區域或近自然區域，也是兼顧環境、文化、精神、科學、教育、娛樂及旅遊的基地；違反指定區域之劃設目的的各種開發或侵占行為都要加以排除。這些區域由政府或民間機構選定，以保護自然生物多樣性、多樣性背後含藏的生態結構以及對於環境周期的撐持，同時可以促進教育及娛樂。國際自然保護聯盟及其轄管的世界保護區委員會（WCPA）已將「國家公園」列為「IUCN保護區管理類別」的第II類。
國家公園的擁有者及管理者通常是國家或州政府。有時候國家公園會針對園中的特定生態脆弱地區進行遊客人數控管，或是建造專用的參觀路徑。出於學習、文化及娛樂目的訪客方可進入，合法的林業、放牧及狩獵行為必須在監管下進行，甚至禁止開發棲息地或捕殺野生動物。

### 野生動物保護區

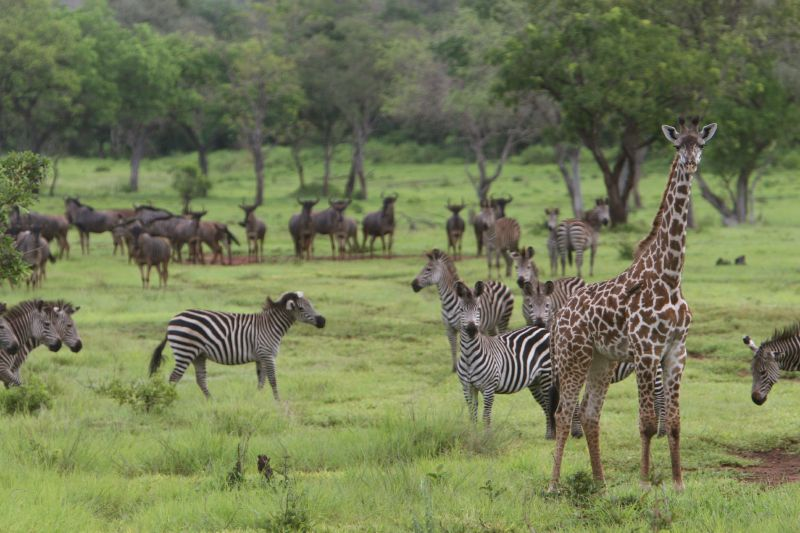
位於坦桑尼亞的塞盧斯野生動物保護區（Selous Game Reserve），亦為世界遺產。

野生動物保護區的設置目的以保護物種為主，並具有以下特點：
- 野生動物保護區的邊界不受州立法律的管轄。但並非各國皆然，例如德國聯邦《自然保護和景觀管理法》明定自然保護區（NSG）主要受德國聯邦州法的管轄，聯邦自然保護局負監督及協調之責。[259]而台灣野生動物保護區的主管機關在中央為行政院農業委員會；在直轄市為直轄市政府；在縣（市）為縣（市）政府；而地方主管機關認定棲息環境有特別保護必要者，得劃定為野生動物保護區。[260]
- 禁止捕殺、狩獵或捕獲任何物種，除非在保護區的主管機關的控管下而為之。

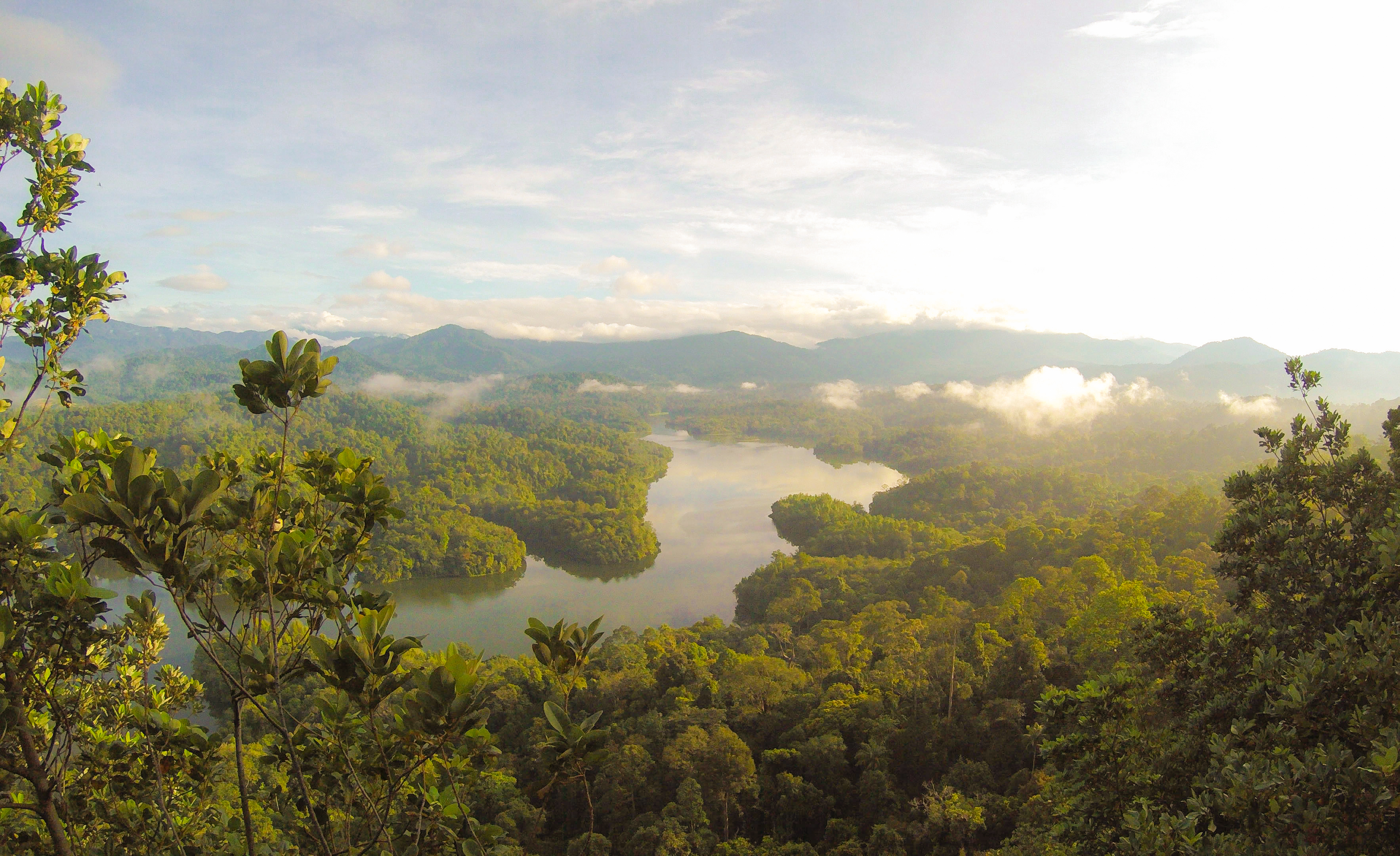
位於婆羅門洲的沙巴森林保護區，串聯了馬廖盆地、丹濃谷及恩巴克峽谷一整片森林。

- 保護區可以是私有的。
- 保護區可以供作林業及其他開發之用。[260]

### 森林保護區
全世界保護區內估計擁有7.26億公頃的森林。在世界六大洲中，南美洲保護區中的森林比例最高，有31%。:XIII
森林孕育了超過45,000種植物及81,000種動物物種，包含了5,150種植物特有種及1,837種動物特有種，角色十分重要。世界上的樹種也有60,065 種。特定地理區域才有的植物和動物物種稱為特有種。在森林保護區的邊緣地帶，有時候會特許居民進行狩獵及放牧等活動來維持生計，居民依賴森林資源或林產品的程度不一而足。
未歸類為天然林的森林占森林總面積7%，具有以下特點：:27-30
- 幽僻孤寂，人跡罕至。
- 大部分尚未開發。
- 其生態價值及經濟效益不大。

#### 維持森林覆蓋率的措施
更多資訊：森林覆蓋率
- 後續要有大規模的林地復育/植樹造林計劃。
- 應使用替代木材的環境友好能源，例如生物燃氣。
- 鑒於森林火災是損害生物多樣性的主因，要立即採取措施防止森林火災。[253]:92
- 過度放牧牛隻會嚴重破壞森林，要立即採取措施防止過度放牧。
- 應該禁止狩獵及盜獵。

### 動物園
動物園飼養活生生的動物，主要目的是公共娛樂、教育和保護動物。現代的動物園還提供動物醫療設施，可以圈養繁殖受威脅的物種，並模擬動物原生棲息地來打造適合居住的環境。對於提升人們認識自然保育的重要，動物園居功厥偉。

### 植物園
植物園種植及展示植物，主要是出於科學及教育目的。園中有整群的鮮活植物，各自生長在戶外或溫室中。此外有些植物園也展示乾燥植物，或是設立植物標本館，以及演講廳、實驗室、圖書館、博物館和培育室等設施。

## 資源分配
由於預算縮減、環境壓力增加，以及政治人物或監管機構的考量越來越傾向於經濟優先而非地球優先，保護組織以往能救多少就救多少的思維及做法漸漸轉向。他們更加專注在新的分類系統，以確定哪些物種要保護、哪些物種就讓它們消逝。在缺少時間、專業知識及資源（或是三者都缺）的狀況下，就像戰場上檢傷的情形，受傷官兵該不該救、誰優先、治療程度為何？都牽涉到資源分配：
- 功能優先：優先保護可在自然界中發揮獨特作用的物種，例如美國白皮松，可為灰熊提供食物。
- 進化優先：保護基因多樣性為主，例如雙峰駝、中國大鯢或阿滕伯勒長喙針鼴鼠，可幫助物種在環境條件快速變化下得以適應及生存。
- 改良版的生物熱點，側重在保存整個生態系統而非個別物種，但有可能會忽略人類的需求。

分類保護是生態保護中極具爭議的想法。這不僅挑戰了美國《瀕危物種保護法》（Endangered Species Act of 1973）的立法精神：「沒有什麼比我們國土中，上帝賜予的豐富動植物資源更無價更值得保護。」也意味著放棄所謂「諾亞原則」中對大自然的道德責任：「所有物種根本上都是平等的，萬物都可以且應該得到拯救，無論對於人類的重要性如何。」
此外，從投資回報的角度來看，與其無差別地平均分配資源，或是投入到人們很重視但是生物多樣性較少的地區，不如專注在生物多樣性潛能較高的特定區域，才有望獲得更大的回報。
另一種策略則是優先保留原始未開發並具有較高生物多樣性的區域，這些區域通常不大需要投入資源來恢復，也沒有遭受大幅度的城市化或農業化，符合這些標準的區域多在熱帶地區。
無論如何，評判物種價值的標準很多。除了在生態系統中發揮著重要作用、具有獨特基因、可為人類提供廣泛服務，還有主觀的層面，例如文化重要性與物種本身的魅力，及其影響的募款工作。該如何分類、排序及分配資源，考驗著人類的共識。

### 社會層面
請參閱：決策和資源分配
2020年9月，科學家共同呼籲：「立即做出努力，配合永續發展的長遠規劃，更要懷抱著空前的雄心及協調力，這樣不只可以為不斷增長的人口提供食物，同時也能扭轉全球棲地改變所造成的陸地生物多樣性下降趨勢」。並建議採取相關具體措施：界定土地利用變化的驅動因素、擴大土地保護管理範圍、提升農業收產效率以及增加植物性飲食的比例。 

## 公民科學
公民科學，也稱為公眾參與科學研究，已廣泛應用在環境科學，涉及生物多樣性主題時更是受到歡迎。科學家讓大眾能參與生物多樣性研究，從而收集到他們無法獲得的數據。針對歐洲、澳大利亞和紐西蘭等地區，共計63個生物多樣性公民科學項目的1,160名參與者所做的線上調查顯示，出現正面變化的向度有：1.科學知識的內容、過程及性質，2.科學探索的技能，3.對科學及生態環境的自我效能感，4.對科學及生態環境的興趣，5.對科學及生態環境的動機，6.對生態環境的行為。
志工觀察員對於實地了解生物多樣性的貢獻很大，近來技術進步也有助於增加公民參與的數量及品質。 2016年發表在《生物保護》的報告指出，公民科學家已經對全球生物多樣性資訊機構（GBIF）的研究數據做出巨大貢獻。姑且不論數據集層面的某些缺失，透過GBIF網路共享的發現記錄中，明顯的有將近一半來自於主力是志工貢獻者的數據集。觀察結果也可以用iNaturalist及eBird等全球資料庫來記錄及共享。

## 相關立法狀況

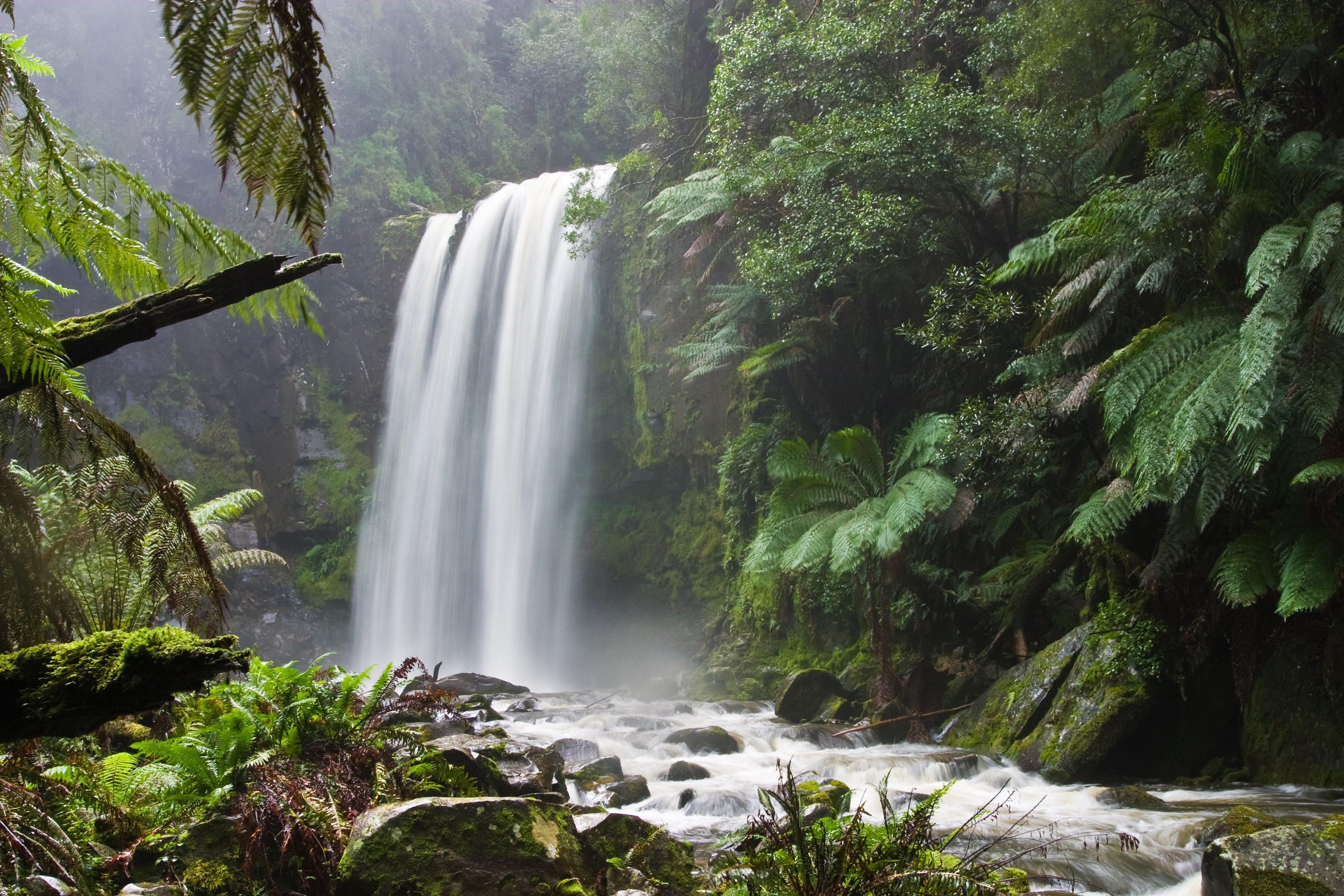
既要保護澳大利亞霍普頓瀑布的自然風貌，又要兼顧遊客的遊憩需求，正在進行大量的配套工作。

### 國際法
- 聯合國《生物多樣性公約》（1992年）和《卡塔赫納生物安全議定書》；
- 《瀕臨絕種野生動植物國際貿易公約》（CITES）；
- 《特別針對水禽棲地之國際重要濕地公約》，即《拉姆薩公約》；
- 《保護野生動物遷徙物種公約》；
- 聯合國《保護世界文化和自然遺產公約》（保護棲息地故而間接地保護生物多樣性）；
- 區域公約，如《南太平洋自然保護公約》；
- 雙邊協定，如《日澳候鳥協定》。

《生物多樣性公約》之類的全球協議賦予了「主權國家支配生物資源的權利」（而非視為國家財產）。這些協議是要確保各國能夠「保護生物多樣性」、「開發永續資源」及「分享使用這些資源所產生的利益」。擁有生物多樣性的國家有權同意進行生物探勘或收集自然產品，將好處分享出來，而不是讓開發運用資源的個人或機構作為營私之用。如果不遵守這些原則，生物勘探可能會被當成生物剽竊行為（即某種科學殖民主義）。
主權原則運作成功可以仰賴《糧食和農業植物遺傳資源國際條約》（ABA）之類的利益共享協議 。生物多樣性國際公約背後的意義是：來源國及採集者對於要使用哪些資源、基於什麼目的、以及選定何種利益共享公平協議上，彼此是知情同意的。
《聯合國生物多樣性公約》第十五次締約方大會分成兩階段（2021年10月於中國昆明，2022年12月於加拿大蒙特婁）進行，通過《昆明-蒙特婁全球生物多樣性框架》（GBF），企圖在2030年前實現全球四大目的及23個具體目標，摘要如下。
- 有效保護及管理全球至少30%的陸地、內陸水域、沿海地區及海洋，聚焦在對生物多樣性及生態系統功能與服務特別重要的地區。GBF優先考慮具有生態代表性、連接妥當並有公平管理的保護區系統，以及其他基於地區的有效保護工作；GBF亦承認原住民、傳統領土及其慣行方法。全球目前有17%陸地及10%海洋區域受到保護。
- 至少30%退化的陸地、內陸水域、沿海和海洋生態系統已完成恢復或正在復原中。
- 將具有高度生物多樣性重要性的地區（包括生態完整性極高之生態系統）的損失降低到趨近於零。
- 將全球食物浪費減少一半，並強力打擊過度消費及廢物製造。
- 將營養過剩以及農藥與高危險化學品所致之總體風險都減少一半。
- 2030年前將損害生物多樣性所補貼的金額（每年至少5,000億美元）逐步降低或加以改革，同時擴大有利於生物多樣性保護及永續利用的激勵措施。
- 2030年前每年從各種來源（公共和私人）籌措至少2,000億美元的國內外生物多樣性相關資金
- 2025年前將富裕國家流向發展中國家（特別是最貧困國家、發展中小島嶼國及經濟轉型國家）的國際資金增加到每年至少200億美元；2030年前更要增加到每年至少300億美元。
- 避免引入外來入侵優勢物種；將現有（或潛在）已經引進或培育的外來入侵物種減少至少一半；島嶼及優先保護地點的外來入侵物種要加以根除或嚴密控制。
- 要求大型跨國公司及金融機構針對在生物多樣性方面所可能產生的風險、依賴及影響，透過相關運營、供應鍊暨價值鍊和投資組合，進行監測、評估及公開披露。

#### 歐盟
2020年5月，歐盟發布了《2030年生物多樣性戰略》。生物多樣性戰略是歐盟減緩氣候變遷戰略的核心部分。歐洲預算的25%將用於應對氣候變遷，其中很大一部分將用於恢復生物多樣性和大自然為本的解決方案。
歐盟2030年生物多樣性戰略的目標如下：
- 保護30%海域及30%陸地，尤其是原始森林。
- 2030年前種植30億棵樹。
- 復元至少25,000公里長的河流，讓河水能自由流動。
- 2030年前讓農藥使用量減少50%。
- 增加有機農業。根據歐盟的「從農場到餐桌」相關計劃，目標是2030年前將25%歐盟農業有機化。[274]
- 增加農業的生物多樣性。
- 每年投入200億歐元從事生物多樣性議題，並納入商業場景中。

全球大約有50%國內生產毛額（GDP）有賴於大自然，歐洲經濟加起來每年有數萬億歐元也是來自大自然。光是自然保育區「Natura 2000」每年就為歐洲帶來200至3,000億歐元的收益。

### 國內法
有些國家制定的政策及法律會顧及生物多樣性：
- 法律與生態系統之間的關係非常久遠，影響到生物多樣性。這涉及了私有財和公共財的權利。法條既可以規範受威脅生態系統的保護措施，也可以界定相關的權利和義務（例如，捕魚權、狩獵權）。但是法條中「利用」的部分可能嚴重影響到資源的另一個面向，即「未利用」的部分。[276]
- 適用於物種的法律晚近才開始出現。它定義了必須保護的物種，因為物種可能有滅絕的危險。美國《瀕危物種保護法》是試圖解決「法律和物種」議題的範例。
- 適用於基因庫的法律大約在一個世紀前才制定。馴化及植物育種方法雖歷史久遠，但是基因工程的進步導致人們須制定更嚴格的法律，以涵蓋基因改造生物體的分配、基因專利和基因加工專利。[277]但是各國政府間對於立法重點該放在基因、基因組、生物體還是物種則意見相左。[278]

然而，人們對於如何將生物多樣性納入法律規範尚未形成統一的見解。Fred Bosselman認為生物多樣性不該形成法律規範，因為很難接受生物多樣性在科學上尚未確定的區塊所造成的行政浪費及法律訴訟的增加，這些對於所要保護的目標根本沒有幫助。
印度於2002年通過了《生物多樣性法》，以保護印度的生物多樣性。法案還建立機制以公平分享傳統生物資源和知識所帶來的利益。

## 分析上的限制

### 分類及物種大小關係
已經被描述的物種中只有不到1%被加以仔細研究，其餘的僅僅是注意到它們存在。地球上絕大多數物種都是微生物。當代生物多樣性物理學牢牢盯著的是「可見的（宏觀）世界」，可能忽略了微觀世界。微生物在新陳代謝和環境方面比多細胞生命更加多樣化（請參見嗜極生物）。「從核糖體核糖核酸小亞基的分析角度來看，整棵生命之樹上，看得見的生命所組成的只能算是引不起人們注意的樹枝。物種大小及種群間的反比關係在進化階梯上更加明顯，一眼望去，地球上所有多細胞物種彷彿都是昆蟲。」昆蟲滅絕率很高，支持著全新世滅絕的假說。總而言之，微生物、真菌、無脊椎動物及大多數海洋生物因為很難收集、分類及研究，所以經常不為人知。

## 多樣性研究（植物學）
可以用於多樣性研究評判的生物形態屬性，其數量通常有限並且容易受到環境的綁定影響，使得用來確認生物種系發生關係所需的高分辨率有所降低。因此，基於DNA標記的微衛星多型性（即簡單序列重複 ,簡稱SSR）漸漸被廣泛運用於某些物種及其野生近緣種的多樣性研究上。
某項研究在評估豇豆種質及其廣泛相關物種的基因差異等級時，就比較了各分類群之間的相關性、可用於分類群分類的引子（DNA片段）以及豇豆栽培起源與其種系發生關係，這彰顯了SSR 標記對於驗證物種分類和揭示生物多樣性的核心物種是相當有用的。

## 價值
生物多樣性的價值包括為人類提供食物、藥物、工業原料、燃料，提供生態系統服務，以及供娛樂、藝術欣賞等。這些價值大致可以分為直接價值和間接價值兩類，除此有時也包括潛在價值，即尚未被發掘的價值。

## 外部連結
- 何謂生物多樣性
- 台灣生物多樣性資訊入口網 （页面存档备份，存于）
- 生物多樣性--環境資訊中心 （页面存档备份，存于）
- 歐盟《歐洲綠色協議 （页面存档备份，存于）》
- 歐盟《2030年生物多樣性戰略 （页面存档备份，存于）》